# Repülési alapfogalmak
Az alábbiakban a légi közlekedésben, főleg a polgári légiforgalomban használt, a repülésről szóló szócikkekben gyakrabban előforduló alapfogalmak rövid ismertetései olvashatók. Egyes fogalmakról önálló szócikk is létezik. A repülés technikai nyelve az angol, ezért a fogalmak itt látható idegen nyelvű megfelelői is angol nyelvűek.
A nyilakkal megjelölt hivatkozások a szócikken belüli fejezetekre vezetnek.

## Mértékegységek
A repülésben használt fontosabb mértékegységek:
- vízszintes távolság: mérföld (mile(s), ejtsd: májl(z)), amely ebben az esetben a tengeri mérföld (nautical mile, nm). 1 nm = 1,852 km.
- magasság: láb (feet, ft, ejtsd: fít), 1 ft = 0,3048 m. A repülési magasságot bizonyos esetben repülési szintben (flight level, FL) adják meg, 1 FL = 100 ft, de a nulla szint a légnyomás és a repülési helyzet szerint változik (ld. nyomásmagasság).
- sebesség: csomó (knot, kt, ejtsd: not), 1 kt = 1 nm/h = 1,852 km/h.
- vízszintes irányszög: fok. Az irány a teljes kör 1 és 360 fokja közötti érték, a mágneses északi irány a 0° és 360°, kelet 90°, dél 180°, nyugat 270°.
- idő: óra, perc, másodperc, de sok esetben nem az adott helyi időzóna szerinti értéket adják meg, hanem a greenwichi időt, pontosabban az egyezményes koordinált világidőt (UTC). Ilyenkor az időpont után egy Z betűt is írnak, ennek a kiejtése "repülős nyelven": zulu.

## Aerodinamikai elemek

### Szárny
A merev szárnyú repülőgépeknél a gépet a levegőben tartó aerodinamikai felhajtóerőt a szárny hozza létre. Ennek kulcsa a szárnyszelvények jellegzetes alakja. A felhajtóerő keletkezésének lényege az, hogy a szárny felületének felső íve hosszabb, mint az alsó, emiatt a felső ív felett gyorsabban áramlik a levegő, Bernoulli törvénye értelmében a nyomása kisebb, mint a szárny alatt, ezért a szárnyat lentről felfelé tolja az így keletkezett erő. Mindeközben a szárnynak viszonylag kicsi a légellenállása, köszönhetően a csepp alakú profilnak. A szárny körüli légáramlást a gyakorlatban úgy hozzuk létre, hogy a repülőgépet mozgatjuk előre a levegőben, hajtóművek segítségével legyőzve a légellenállást. A nagyobb áramlási sebesség nagyobb felhajtóerőt hoz létre. A mérnökök különböző feladatú, sebességű, karakterű gépek részére sokféle szárnyszelvényt (szárnyprofilt) terveztek.
A felhajtóerővel kapcsolatban egy nagyon fontos feltételt kell kiemelnünk: közvetlenül a szárny felső íve fölött a levegőnek örvénymentesen, laminárisan kell áramlania. Ha az áramlás leválik, vagyis turbulenssé (örvénylővé, kavargóvá) válik, akkor a felhajtóerő nagysága a töredékére esik, a légellenállás pedig ugrásszerűen megnő. Ilyen történik, ha a levegőnek a szárnyhoz viszonyított sebessége egy küszöbérték alá csökken, ha szárny állásszöge túl nagy, vagy ha a szárnyprofil ideális alakját rárakódott jég változtatja meg. Az áramlás elromlása létrehozhatja az átesésnek hívott jelenséget.
A szárnyszelvények többsége olyan, hogy az állásszögük növelésével nő a felhajtóerő is, és kisebb mértékben a légellenállás is. Elérve egy kritikus állásszöget, megtörténik az átesés.

### Belépőél, kilépőél, húr, megfúvási irány
A szárny megfúvási irányának azt az irányt nevezik, amerről a menetszél a szárnnyal találkozik. A menetszél vízszintes, de ereszkedéskor vagy emelkedéskor attól eltér, és a gép orrmeredeksége is változik. Az alaphelyzetben levő szárnyat a szél a névleges belépőélénél érinti először, és a kilépőélnél hagyja el. A szárny húrja (chord line) a két pontot összekötő egyenes. Amikor a szárny állása meredekebbé válik, a valódi belépőéle lejjebb csúszik, és megváltozik a felhajtóerő nagysága és eloszlása is. Belépőélnek nevezik általánosságban a szárny első, domború részét is. Belépő- és kilépőéle, valamint profilja a stabilizátornak és a vezérsíknak, de a légcsavar tollainak is van.
A mindenkori felhajtóerő és a légellenállás irányvektorainak metszéspontja a szárnyprofil aktuális nyomásközpontja. Ez a pont az állásszög és a sebesség változtatásakor folyamatosan áthelyeződik, vándorol.

### Állásszög, orrmeredekség
A megfúvási irány és a húr közötti mindenkori szög a szárny állásszöge. A szárny mereven rögzítve van a törzshöz, így a szárny állásszögét úgy változtatják meg, hogy a törzs hossztengelyét enyhén előre vagy hátra billentik, ezt a pilóta a magassági kormánnyal szokta szükség szerint irányítani. A szárny húrja és a törzs hossztengelye nem párhuzamos, a húr általában néhány fokkal a hossztengely fölé mutat. Negatív (a megfúvási irány alá mutató) állásszögnél a felhajtóerő minimális, ugyanakkor a szárnyat az ütköző levegő lefelé nyomja.
A gép hossztengelyének a vízszintessel bezárt szöge az orrmeredekség. Pozitív (a vízszintes fölé mutató) orrmeredekséggel is lehet ereszkedni, ez a leszállás előtti besiklás során rendszeres.
A húr állásszöge nem csak a törzs billentésével változhat: a féklapok leengedésével a kilépőél alacsonyabbra kerül, a húr hátrabillen, így az állásszög megnő, de eközben az orrmeredekség nem változik. Szintén csak az állásszögön változtat, ha a gép a sebesség változása miatt emelkedni vagy süllyedni kezd, mert ekkor megváltozik a megfúvási irány, ehhez az orrmeredekségen szintén nem szükséges állítani.

### Kormányfelületek
Magán a gép súlyát hordozó fő szárnyon kívül a törzshöz még kétféle szárnyfelület szokott tartozni, a farokrésznél: a két vízszintes irányú stabilizátor és a függőleges irányú vezérsík. Másféle elrendezéssel is lehet találkozni, de ez a legjellegzetesebb.
A gép haladási irányát a géptest valamilyen elfordításával változtatják meg. Ehhez kormánylapokat mozdítanak el, amelyek a levegővel találkozva kisebb méretű eltérítő erőket hoznak létre.
A csűrőlapok (ailerons) a szárny kilépőélein vannak, egymással ellentétesen mozdulnak el, és a hossztengely körüli, orsózó elfordulást indítanak. A magassági kormánylapok (elevators) a stabilizátor kilépőélein vannak, és a vízszintes kereszttengely körüli bólintó vagy emelkedő elfordulást hozzák létre. Az oldalkormánylap (rudder) a vezérsík kilépőélén van, és a függőleges kereszttengely körüli elfordulást hozza létre. Minden ilyen erő a kormánylap kitérítésének mértékével arányos, és egymással kombinálva használják. A szabályszerű, az utasok számára alig észrevehető koordinált fordulóhoz például mindhárom kormánylap összehangolt használatára szükség van.
A kormánylapok tartós, kis mértékű kitérítésének az az eredménye, hogy a gép egy, a semleges helyzettől eltérő helyzetben marad, így például a magassági kormány enyhe nyomása a gép orrát tartja lejjebb. Az ilyen elmozdítás főleg a vízszintes és függőleges sebességekre van hatással, és a kitrimmelt helyzetben érvényesül leginkább.

### Trimm

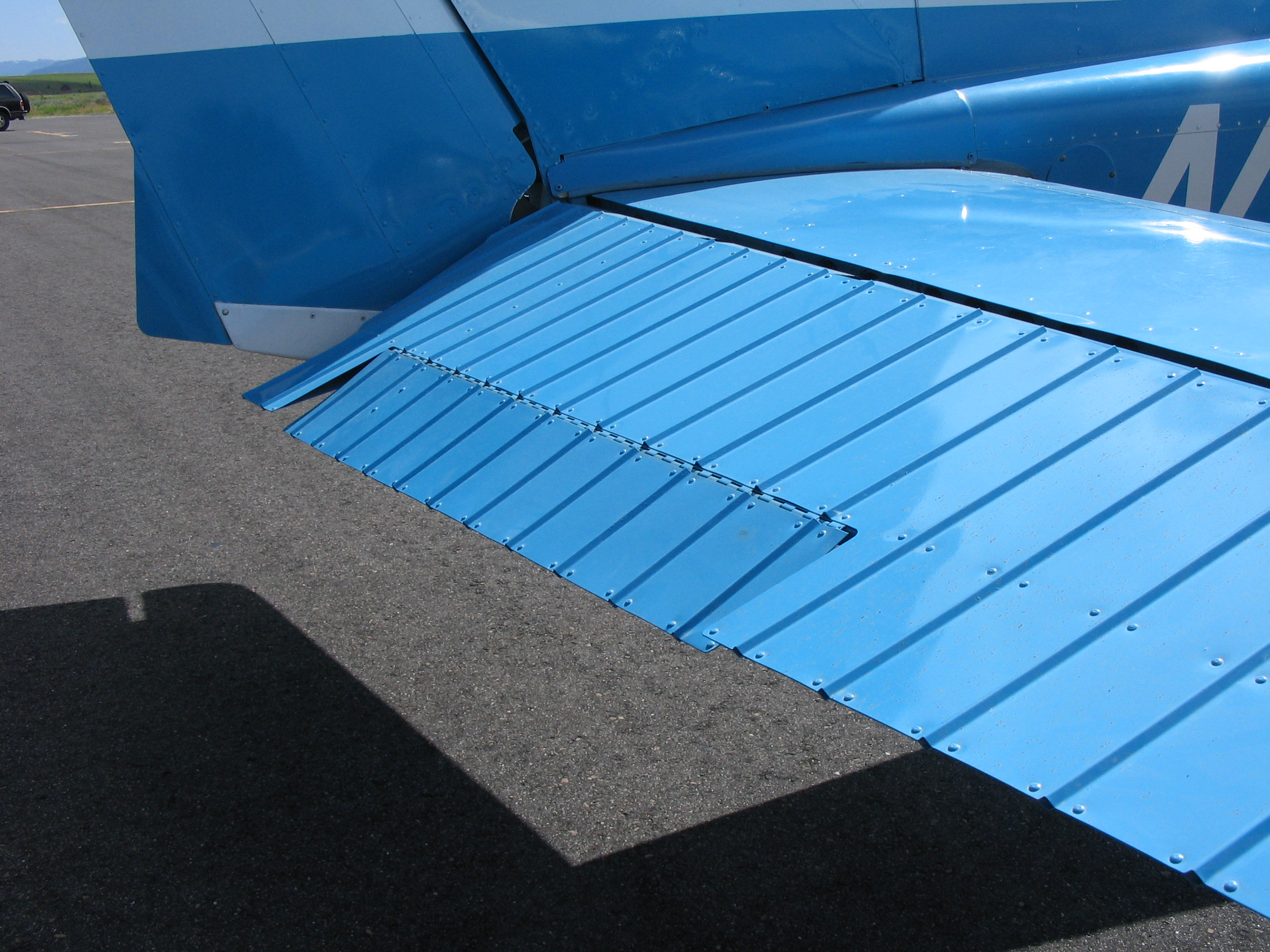
Lefelé (orrkönnyűre) kitérített trimmlap a magassági kormánylap kilépőélén

A kitérített állású kormánylapot a levegő megpróbálja visszatolni, ez az erő a kitérítés mértékével és a sebességgel is arányos. A pilóta által a kormányra kifejtendő erő csökkentésére szolgáló egyik legrégebbi módszer a trimmlapok használata. A kormánylap kilépő élén egy kisebb felületű lap van, amely a kormánylappal ellentétes irányban tér ki, olyan erőt létrehozva, amely a kormánylapot a kitérített helyzetben próbálja megtartani. A jól beállított trimmfelületek nem szüntetik meg a kormányra ható erőket, mert ezzel elveszne a pilóta számára fontos visszajelző kormányerő, de kezelhető mértékűre csökkentik azokat.
Ha valamelyik kormánylapot tartósan kitérített állapotban kell tartani, akkor a pilóta karja a csökkentett erő ellenére is elfárad, és nem is tud a térképpel, navigációval, mással foglalkozni. Ezért a trimmlapokat állíthatóvá tették, és ennek köszönhetően a kormányerő teljesen kiegyensúlyozható. Az előbbiekkel látszólag ellentétben ennek jótékony hatása van, így ugyanis a kormánylap erőmentes állapota egy kitérített helyzet lesz. Ha tehát a kormányt valamilyen hatás ellensúlyozásra kissé kitérítve kell tartani, akkor elég a trimmlap helyzetén állítani, a kormánylap ezzel automatikusan elmozdul, és megtartja új, erőmentes helyzetét. Ily módon a gép lassú kormányozása, még inkább egy stabil repülési helyzet felvétele érhető el. Ha a gép megfelelően "ki van trimmelve", akkor a kormány használata nélkül is stabilan repül. Mindhárom kormányzási irányban lehet trimmelni, kiegyenlítve az erők esetleges aszimmetriáját, de jellemzően a magassági trimm van használatban az út folyamán, egyenletes magasságváltáskor vagy tartós vízszintes repülés beállításához.
Ilyen helyzet másképp is előállítható, így például a Concorde-on a törzs közepén és a farokban levő üzemanyagtartályok között üzemanyag átszivattyúzásával tudták a gépet kissé orrnehézzé vagy faroknehézzé tenni, ami megváltoztatta a gép állásszögét. A csűrőtrimmre, és ezáltal a csűrőlap kitérítve tartására olyankor kerülhet sor, ha a két szárny súlya vagy az azokon ébredő felhajtóerő valamiért aszimmetrikussá válik, például féloldalas jegesedés, eltérően fogyasztott üzemanyag vagy féloldalas szél miatt. Az oldalkormány kitérítve tartása olyankor szükséges, amikor a két hajtómű tolóereje nem azonos és másként ezt nem lehet korrigálni; illetve erős oldalszélben való "rátartáshoz".
A trimmelt kormánylapok helyzete a kormánnyal továbbra is irányítható, csak az alaphelyzetük lesz máshol.

### Szárnymechanizáció
A szárnyon többféle kiegészítő elem van elhelyezve, amelyek mozgatása a pilóták feladata a szükséges helyzetekben. Ilyen elemek a
- csűrőlap (2) – orsózó mozgást létrehozó kormányfelület
- nagysebességű csűrőlap (3) – az ezzel felszerelt géptípusokon leginkább a robotpilóta vezérlése használja, csökkentve ezáltal a szárnyat terhelő erőkar hosszát (a géptörzshöz közelebbi pozícióból eredően), továbbá a kismértékű de folyamatos korrekciós mozgások így finomabbak és kevésbé érezhetők a normál nagysebességű utazás közben.
- fékszárny mechanika "áramvonalasító" (4) – egy speciális kialakítású borítás, amely áramvonalasan elfedi az osztott fékszárny kieresztő-mechanizmusát.
- féklap vagy fékszárny vagy ívelőlap (7,8) – a szárnyon keletkező felhajtóerőt növeli meg, de ezért cserébe kissé megnöveli a légellenállást is, lásd külön
- interceptor, szárnyfék, sportnyelven zuhanófék (10) – a szárny belső részén levő, felnyitható aerodinamikus fékfelület, a sebesség csökkentésére
- spoiler (9) – az interceptorhoz hasonlóan felnyitható lap, amely célja az áramlás leválasztása a szárnyról, ezzel a felhajtóerő csökkentése (kiguruláskor a futómű tapadásának javítása)
- orrsegédszárny (5,6) – a belépőél elé nyíló elem, amely biztosabbá teszi a szárny felett a lamináris áramlást, kisebb sebességnél is. Egyes géptípusokon a kritikusközeli sebességnél automatikusan kinyílik (Krüger-lap). Sok típusnál fűthető, vagy a gumis borítása légbefúvással deformálható. Mindkét megoldás a jegesedés (jéglerakódás) negatív aerodinamikai hatásai ellen használatos.

A szárnyon további, nem mozgó elemek is vannak, ilyenek a
- winglet, szárnyvégfül (1) – a szárny végén felfelé álló kisebb felület, a szárny mögötti örvényképződést csökkenti
- áramlásterelők – a menetirányba néző, keskeny élek, amelyek megakadályozzák a szárnyról a levegő oldalirányú "lecsúszását", növelve így a képződő felhajtóerőt.

A belépőélen átesésjelző lapok is lehetnek, kis mozgó elemek, amelyek segítenek észlelni, ha a szárny feletti áramlás laminárissága instabillá válik.

### Féklap
Kétféle funkciójú féklap van: az egyik valóban a fékezést szolgálja, kinyitva a levegő beleütközik és lassítja a gépet. A szárnyból felnyithatókat inkább interceptornak (am.: feltartóztató) és spoilernek (am.: elrontó) nevezik, de egyes nagy sebességű gépeken a törzsről is kinyílnak fékfelületek, ezek a törzsféklapok.

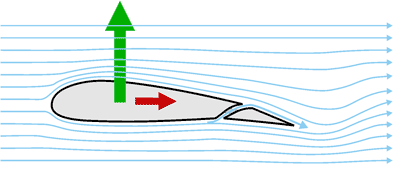
Réselt ívelőlap hatása az áramlásra (v.ö.: Szárny)

Féklap (flap) néven inkább más, lefelé nyíló vagy hátracsúszó szárnymechanizációs elemekről beszélünk. Ezeknek nem fő feladatuk a gép fékezése, hanem a szárny feletti áramlás meghosszabbítása a céljuk, ezzel megnövelve a szárnyon keletkező felhajtóerőt. Erre azért van szükség, mert a leszálláskor a gépek lassítanak, hogy a futópályára való érkezés minél finomabb legyen, és a fékút is rövidebb legyen. A szárny feletti áramlás lassulásával közelebb kerül az örvényesedés és az átesés lehetősége. Kinyitott féklappal a szárny alacsonyabb sebességnél is létrehozza a szükséges felhajtóerőt, vagyis a leszállási sebesség biztonságosan csökkenthető. Számos válfaja van, különféle előnyökkel, nagy gépeken legtöbbször az ívelőlap nevű típust használják. Ez lehet réselt is, ami azt jelenti, hogy az ívelőlap előtti hézagon át a szárny alól is levegő fúj át, az ívelőlapra simulva, ez a légáramlás laminaritását biztosítja kisebb sebességnél is. A féklapok megnövelik a szárny légellenállását, a "fék" szó ezért marad a nevükben.

### Siklószám, siklószög
Hajtómű nélkül a gép lelassul, a felhajtóerő csökken, a gép ereszkedni kezd. A pálya hajlásszöge az aktuális pályaegyenes vízszintessel bezárt szöge. Siklópályáról akkor beszélünk, ha a gép egyenletesen ereszkedik, a pálya a vízszintes alá mutat, a hajlásszöge negatív. A siklószög a siklópálya hajlásszöge, előjel nélkül.

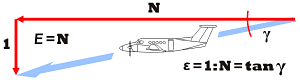
A süllyedés 1 egység, a siklószám E, a siklóráta ε.

Az elméleti siklószám azt mutatja, hogy a gép hajtómű használata nélkül, ideális esetben, teljes szélcsendben hány méter előrehaladás közben süllyed 1 métert. Ez az érték egy mértékegység nélküli arányszám. A 15-ös siklószám 15 méter alatt 1 méternyi süllyedést jelent. Másképp tekintve: egy 15 km-re levő futópálya ekkor csak úgy érhető el, ha a gép aktuális magassága (legalább) 1 km. Távolsági vitorlázórepülők tervezői 40-es (másképp írva 1:40-es) siklószámot is el tudnak érni, utasszállító gépek elméleti siklószáma 12-20 között mozog.
Kisebb siklószöghöz nagyobb siklószám tartozik. Az aktuális siklószám az aktuális siklószög kotangense.
Leállt hajtóművel való siklás lehetséges távolságának kiszámításakor figyelembe kell venni azt is, hogy a gép a bedöntésekor, fordulás közben többet veszít a magasságából, mint egyenes repüléskor, továbbá a lassuló gépnek egyre nő a siklószöge. A hajtómű leállásakor csökkenni kezdő sebesség és a siklási szög végül beáll egy viszonylag állandó értékre, a siklószám végül is az ez utáni ereszkedési arányszámot jelenti.
Rendes esetben a leszállás utolsó fázisa, a besiklás során a gép hajtóművei működnek, de alacsony teljesítményen. A tolóerő finom szabályozásával a siklási szög változtatható, és szükség esetén a gép vízszintes repülésre is válthat, lásd átstartolás.
A siklószöget a felhajtóerő csökkenti (javítja), a légellenállás növeli (rontja). Ezért az elérhető legjobb siklószám függ a levegő sűrűségétől, ebből következően a magasságtól és a hőmérséklettől, továbbá a levegőhöz viszonyított sebességtől is. A siklószöget, siklószámot rontani és rövid időre javítani a szárnymechanizációs elemekkel lehet. A siklási képesség rontására akkor van szükség, ha a sebesség megnövelése nélkül (az orr lenyomása nélkül) kell egy gyors ereszkedést végrehajtani.

### A kitrimmelt, kiegyensúlyozott helyzet
Ha a gép elért egy egyenletes sebességet és stabilan repül, akkor a trimmekkel beállítható a kormánylapoknak az a helyzete, amely a gépet vízszintes, egyenes repülésben tartja. (Ez természetesen csak nyugodt, egyenletes szélre vagy szélcsendre érvényes.) Ilyenkor a kormányt nem is kell tartani, és ehhez nincs szükség robotpilótára sem. A pilóta persze a helyén ül, és szemmel tartja a gép haladását.
Ha csökkentjük a hajtómű teljesítményét, akkor a légellenállás kicsit lassítja a gépet, ami miatt csökken a szárnyra ható felhajtóerő, és a gép ereszkedni kezd, majd a gép hamarosan ismét felvesz egy stabil repülési helyzetet. A repülőgép aerodinamikai jellegzetességei miatt viszont az történik, hogy a gép sebessége visszaáll az előbbi értékre, csak továbbra is ereszkedik. Ugyanígy ha a hajtómű teljesítményét növeljük, a gép emelkedni kezd, de megtartja a sebességét. Ha viszont a trimmet használva a gép orrát lejjebb visszük, az új stabil helyzetben a magasságát meg fogja tartani, viszont a sebessége áll be egy magasabb értékre.

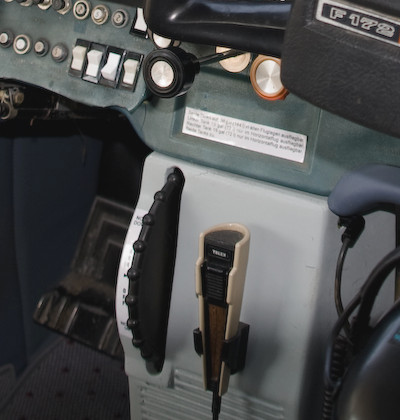
A fekete, függőleges korong a magassági trimmkerék

Bármilyen furcsa is, de a kiegyensúlyozott helyzetben repülő gépnek az emelkedését-ereszkedését a gázadással szabályozhatjuk, a sebességét pedig a magassági kormánnyal, pontosabban a finomabban állítható magassági trimmel. Ezért a magassági kormányt ilyenkor néha "sebességi kormánynak" is nevezik. Határozottabb magasságváltozáshoz már a kormányt kell használni, ahogy persze a forduláshoz is, de amikor a légiforgalmi irányító süllyedésre utasít, akkor a pilóta a gázkart húzza vissza, és csak ennek kiegészítéseként igazít a magassági trimmen.
A nagyobb gépeken a fentieket már nem kézzel szabályozzák, hanem a robotpilótára (FCU) bízzák. A magassági trimm a gépek többségénél valahol a kapitány térdénél, a középső konzolon levő nagy kerékkel állítható, ma már nem kézzel, hanem például a kormányon levő kapcsolókkal mozgatott motorokkal. De amikor a siklópályán tartást és sebességtartást a robotpilóta végzi, az látható, hogy ez a kerék időnként forogni kezd – a gázkarok is megmozdulnak – ez azt jelzi, hogy az automata is a trimmel kormányoz.
A gép oldalirányú stabilitását elsősorban a gép szárnyainak enyhén felfelé emelkedő elhelyezésével érik el, egy stabil tervezésű gép a dőlésből magától áll vissza egyenes helyzetbe. Műrepülésre tervezett gépeknél a szárnyakat vízszintesen helyezik el, semleges, jól kormányozható viselkedést létrehozva. Egyes vadászrepülőgépek szárnyállását instabilra, kissé lefelé mutatóra tervezik, így gyorsabban reagál a harci manőverekben a kormánymozdulatokra.

### Átesés
Az átesés (stall) az a helyzet, amikor a szárny feletti légáramlás laminárisból turbulensre változik, emiatt ugrásszerűen lecsökken a felhajtóerő és megnő a légellenállás. Ilyenkor a gép hirtelen "leadja az orrát" és gyorsan süllyedni kezd; úgy viselkedik, "mintha átesnénk a magas kerítés túloldalára". Az átesés jellegzetes előidézője az, ha "elkopik a sebesség", tehát a túlerőltetett emelkedés, vagy leszállás közben a túlságosan levett gáz miatt a gép nagyon lelassul. Az átesés jelenségét, pontosabban az áramlás leválását okozhatja a szárnyra lerakódó jég is, mert ettől a szárnyprofil alakja eltorzul, ez ellen jegesedésgátló berendezésekkel védekeznek.
Az átesésből a gép általában beavatkozás nélkül is kijut, amikor a sebessége ismét elegendővé válik. Ám balesethez vezethet, ha a hirtelen süllyedni kezdő gép alatt nincs ehhez elegendő magasság, de az átesés során a gép irányt is változtathat, a legrosszabb esetben pedig dugóhúzóba esik. Minden szárnyprofilról és repülőgépről ismert, hogy milyen állásszögnél milyen sebesség az átesés küszöbsebessége, és amikor ehhez közeli sebességgel kell repülni, például leszálláskor, akkor féklap, ívelőlap, orrsegédszárny kinyitásával erősítik meg az áramlást, tolják lejjebb a sebességi küszöböt. Ezeket a szárnyelemeket azért nem tartják állandóan nyitva, mert növelik a szárny légellenállását, és nagy sebességnél éppen ezek az elemek rontanák el az áramlást.
Az áteséshez közeli helyzetre különféle eszközök hívják fel a pilóta figyelmét. A nagy gépeknél a kormányt egy szerkezet hevesen rángatni kezdi, ez a kormányrázó. Az azonnali átesés megelőzésére elsősorban előre kell tolni a kormányt, leengedni a gép orrát, amitől az felgyorsul, és a légáramlás normalizálódik. A hajtómű tolóerejének megnövelése ilyenkor nem segít, mert több másodpercig tart, mire az érvényesülni tud.

### Dugóhúzó

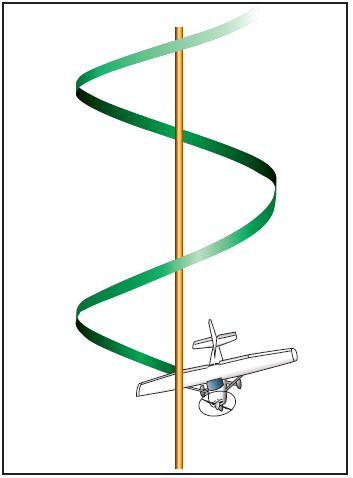
Dugóhúzó

A két szárnyon sosem teljesen egyforma a levegő áramlása. Ebből következik, hogy az átesés küszöbsebességét is rendszerint előbb éri el az egyik szárny, amely emiatt lebillen, elveszítve az őt emelő felhajtóerőt. Könnyen alakul ki ilyen helyzet olyankor, ha a gép kis sebességgel túlságosan szűkre vett fordulóba kezd. A gép ezután nagyon kis sugarú helikális pályán gyorsan süllyedni kezd, és ezt a mozgást a kormánylapok középhelyzetében is megtartja.
Nagy repülőgépek ritkán kerülhetnek dugóhúzóba, mert erre a gép "hajlama" is kevesebb, és a vezetésekor az utasok érdekében a szűk fordulókat is kerülni szokták. A dugóhúzóból való kilépést az alapfokú oktatás során begyakoroltatják.

## További gépelemek

### Hajtómű
A feladata a gép előrehaladásához szükséges tolóerő biztosítása. Enélkül a légellenállás lelassítja a gépet. Felfelé irányuló légmozgás (pl. termik) révén egy terület fölött a hajtómű nélküli (vitorlázó) gép is tud emelkedni, ha a siklószáma elég nagy. A hajtómű(vek) elhelyezésére számos lehetőség adott: az orrban, a szárny alatt, a szárny fölött, a törzs tetején, a törzs elején (kisebb repülőgép esetén), a farok tetején, a farok két oldalán stb.; mindegyik megoldásnak megvan a saját előnye.
Az első repülőgép-hajtómű légcsavaros volt, ez ma is használatban van, mert az üzemanyag-fogyasztása rövidebb távokon és kisebb sebességeknél jobb, mint más hajtóműveké. Meghajthatja dugattyús motor, elektromos motor is, de ultrakönnyű gépeknél az izomerővel történő meghajtást is sikerült működőképessé tenni, kísérleti vagy sportcéllal. A robbanómotoros légcsavaros hajtómű egy nagy erejű válfaja a turbólégcsavar, amelyben gázturbina adja a meghajtást. A légcsavar tollának keresztmetszetét megnézve láthatjuk, hogy az is szárnyszelvény alakú. A dugattyús motorral hajtott légcsavarok beindítása rendszerint az autókéhoz hasonló indítómotorral történik.
A nagy utasszállító és a harci gépeken alkalmazott meghajtás a gázturbinás sugárhajtómű, régies nevén hőlégsugaras hajtómű. A hajtóerő egy részét a hajtómű propellerszerű első lapátkoszorúja, másik részét közvetlenül az elégő üzemanyag által létrehozott, hátrafelé kilövellő forró levegő hozza létre. Mivel a hajtómű a levegőellátását saját maga végzi, a beindításához fel kell pörgetni, ezt ma egy segédhajtómű (APU) által befújt levegővel oldják meg. A hajtómű levegőben bizonyos feltételek között újraindítható.
Főleg különlegesen nagy magasságban, ritka levegőben haladó, kísérleti vagy harci gépeknél használják a rakétahajtóművet. Ugyan ennél is a hátrafelé lövellt égésgázok adják a hajtóerőt, de a gép az égéshez szükséges oxigént tartályban viszi magával, valamint a hajtóműnek nincs forgó alkotórésze.
Szintén kísérleti gépeknél találkozhatunk a lüktető sugárhajtóművel (pulsejet), amely másodpercenként több tíz, akár több száz robbanásszerű lökéssel hozza létre a tolóerőt; illetve a csak szuperszonikus sebességnél működő torlósugár-hajtóművel (ramjet), amelyben a légsűrítést a beáramló levegő önmagában, mozgó alkatrész nélkül végzi el.
Egy hajtómű leállása, ha nem okoz tüzet vagy a szárny roncsolódását, nem katasztrófahelyzet, a pilóták kiképzést kapnak az ilyenkor követendő eljárásra is. De ilyenkor természetesen kötelező a leszállás a legközelebbi reptéren.
A sugárhajtóműves gépek után nagy magasságban látható kondenzcsík nem füst, hanem a hajtóműből kiáramló égéstermék szinte láthatatlan szemcséire kicsapódó (kondenzálódó) apró vízjég-cseppek, amelyeket a levegő áramlásai a magasban tartanak. Ezek aztán a ritka levegőben rövid idő alatt elpárolognak.

### Üzemanyagtartályok
A repülőgépek az üzemanyag egy részét a törzsben levő tartályokban tárolják, de a nagyobb része a szárnyakba kerül. A tartályokból elektromos szivattyúk viszik az üzemanyagot a hajtóművekbe. Ezekkel a szivattyúkkal az egyik tartályból egy másikba is át lehet helyezni az üzemanyag egy részét, ha a súlyelosztás szempontjából az válik kedvezőbbé. A szárnytankból az ellenkező oldalon levő hajtóműhöz is átirányítható üzemanyag, ezt hívják kereszttáplálásnak.
Indulás előtt a pilóták számítják ki az úthoz szükséges üzemanyag mennyiségét, és kötelesek tartalékot is felvenni arra az esetre, ha másik reptérre irányítják őket. A mennyiséget nem literben, hanem kilogrammban szokták számolni. Ha a gépnek a tervezettnél hamarabb kell leszállnia, akkor lehet, hogy még olyan sok üzemanyaga van, hogy annak a súlyát a futómű és a szárny nem bírná ki a leszálláskor. Ilyen esetben a leszállás előtt el kell használni vagy a levegőbe kell kiereszteni a fölösleget, a biztonságosig csökkentve az összsúlyt.

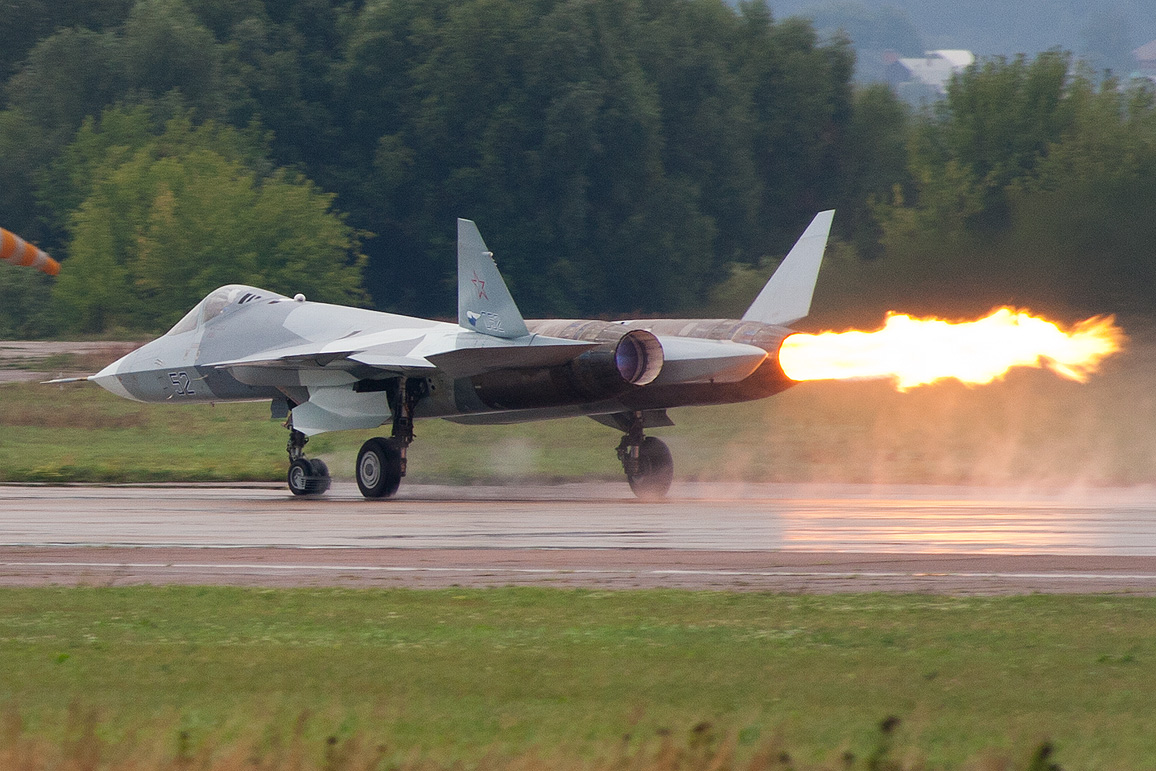
Pompázs a jobb hajtóműben

A dugattyús hajtóművek között van, amelyik gázolajjal működik, de a benzinmotor az általános. A sugárhajtóművek adalékanyagokkal dúsított kerozint, azaz finomított petróleumot fogyasztanak. A kerozin, a benzinhez hasonlóan, nem robban, csak nagy lánggal ég. Robbanást a kerozin levegővel keveredett gőze tud okozni, vagyis a kiürülőben levő üzemanyagtartály ilyen szempontból veszélyesebb, mint a teletöltött.
Ha a hajtóműben a befecskendezett üzemanyag nem ég el tökéletesen, akkor a kiáramló levegőben megmaradó rész lángol, ez az ún. pompázsjelenség. Ez nem katasztrófahelyzet, de veszélyes, mert az égéstérben "visszarúg", ami a hajtómű leállását okozhatja, tolóerőt sem termel, ezért a pilóták gyorsan megszüntetik. Nem tévesztendő össze az utánégető hajtóműfokozattal, amelyek vadászrepülőgépeken szokásosak, valamint a rakétahajtóművek által kifújt lánggal.

### Gázkar

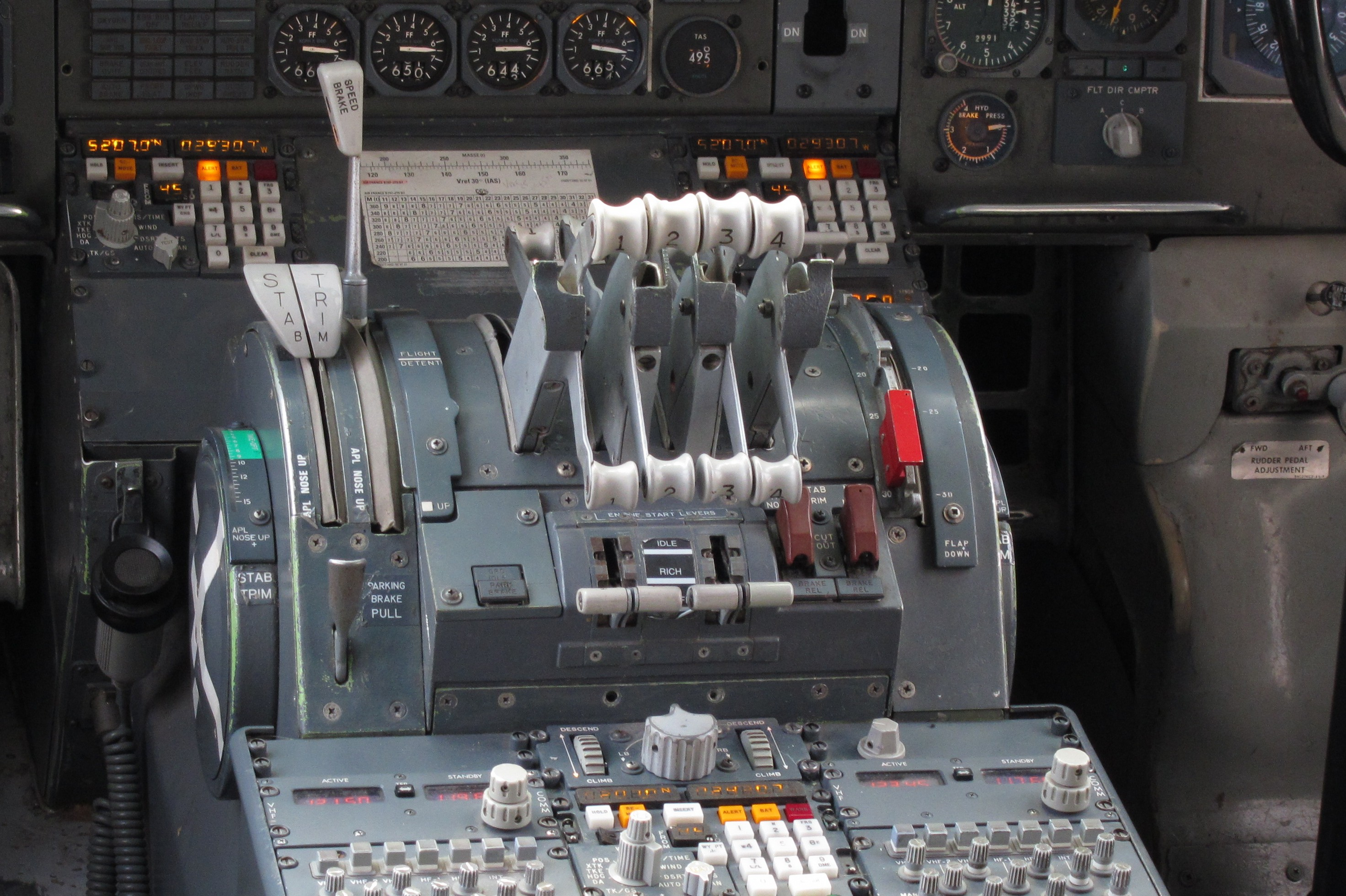
A négy hajtóműves Boeing 747 összetett gázkarjai (középen)

A hajtómű teljesítményét elsősorban az üzemanyag adagolásával szabályozzák, a földi járműveknél megszokottak szerint. A gázt minden hajtóműhöz külön karral állítják, amelyek megmaradnak az adott helyzetben, fenntartva a beállított tolóerőt. A gázkar kis repülőgépeken a pilóta bal kezénél, kissé elöl szokott lenni, vagy éppen a pilóta jobb kezénél fent, a szélvédő felső széle közelében, az utasszállító gépeknél pedig a két pilóta közötti konzolon. Gázt adni a karok előrenyomásával kell, visszahúzásukkal lassítunk. A nagy gépeken használt sugárfordítók (sugárfékek) a gázkarok speciális elmozdításával vagy külön karok felhúzásával kapcsolhatók be, a leszálláskor a kerékletétel után.

### APU

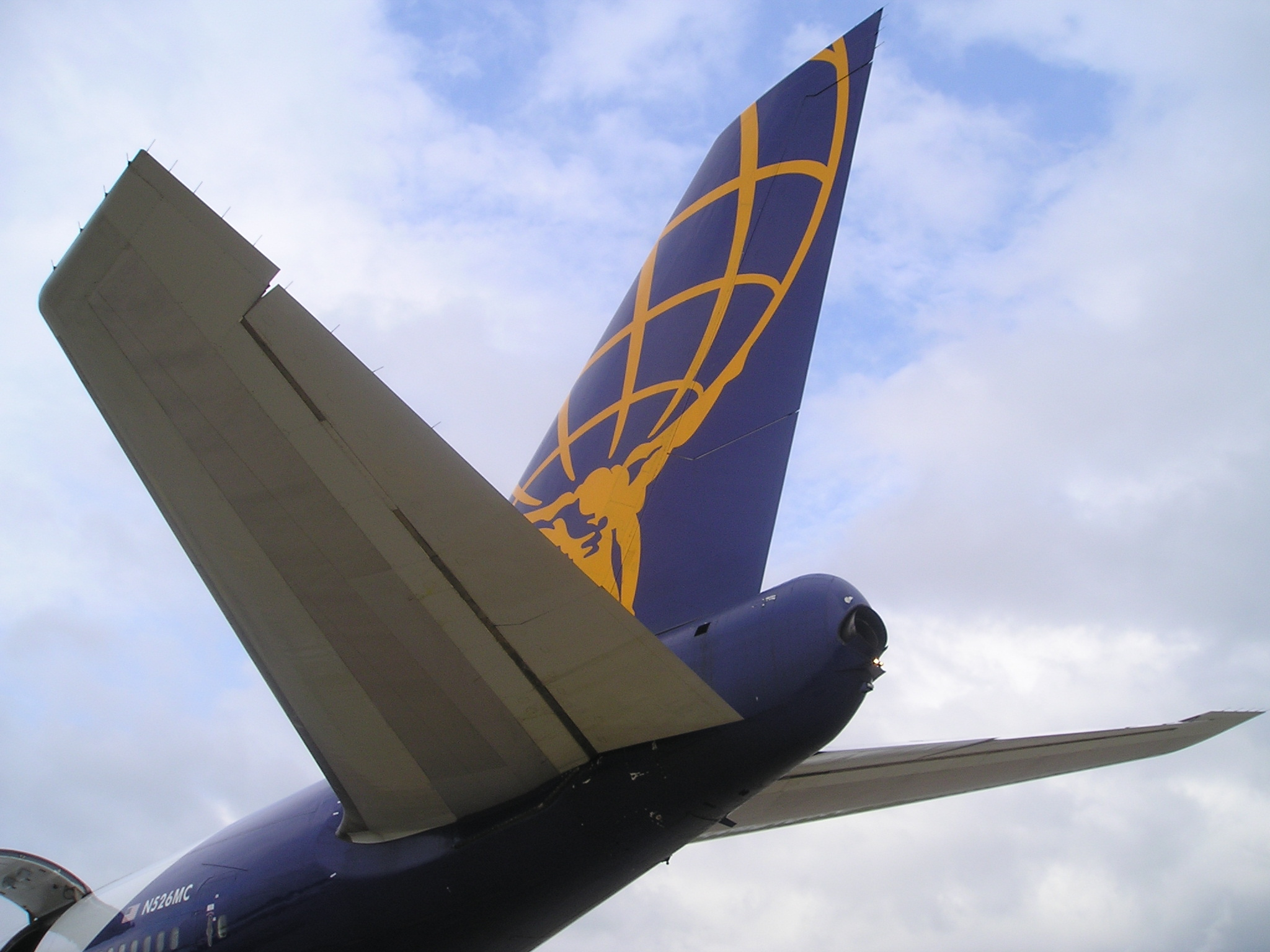
Az APU kipufogónyílása egy B747-200 vezérsíkja alatt

Az Auxiliary Power Unit – magyarul: segédhajtómű, és a gép farokrészében, a burkolaton belül elhelyezett gázturbinás erőforrást hívják így. A neve talán megtévesztő, mert ha útközben az összes hajtómű meghibásodik, akkor a segédhajtómű nem tudja ezeket pótolni. Csakhogy ilyen esetben az áramfejlesztő is leáll, emiatt áram nélkül maradna a pilótafülke összes műszere. A segédhajtómű ekkor beindítható, és az biztosítja az áramellátást, amíg a kényszerleszállás lezajlik.
Az APU mégis főleg a földön jut szerephez, mivel a hajtóművek nem járathatók a parkolóhelyeken, ilyenkor nemcsak az áramellátást, hanem a levegő keringetését is ez végzi. A sugárhajtóműveket a beindításukhoz fel kell pörgetni, ezt sűrített levegővel teszik, és ezt is a segédhajtómű szolgáltatja. A felszállás megkezdése előtt lekapcsolják, és a leszállás után a kiguruláskor indítják be ismét.

### Futómű
Általában három futómű van a gépeken, azokon pedig a terheléshez igazodó számú kerék. Az orrfutómű helyett farokfutómű csak kisebb repülőgépeken látható, olyan típusokon, ahol a gép statikus súlypontja kissé hátratolódik. Farokfutós géppel a fel- és leszállás kicsit kényelmetlenebb, és a főfutómű elakadásakor vagy túl erős fékezéskor a gép orra bukhat.
A futóműveknek nincs meghajtása, a gép a guruláskor is a hajtóművével hozza létre a tolóerőt. Az orrfutó kormányozható, és mindhárom futómű fékezhető. Leszálláskor azért, hogy a fékrendszer terhelését csökkentsék, aerodinamikus fékezést (ld. interceptor) és előre irányuló hajtóműfékezést is használnak.
A nagyobb sebességű géptípusok futóműve a felszállás után a szárnyba vagy a törzsbe húzható, mivel a futómű légellenállása elég jelentős és a gépet orrnehézzé teszi. A kiengedésükre akkor kerül sor, amikor a gép már a leszállási irányba helyezkedett. A kiengedett futóművet egy mechanikus szerkezet stabilan rögzíti, és ezt a műszerfalon jelzi is. ("Három zöld", mondja be ilyenkor a pilóta.) Ha ez valami miatt elmarad, a futómű a földetéréskor megroggyan, ilyen hiba okozott már súlyos baleseteket.
A repülőgépek általában nem tudnak tolatni. A beszállófolyosókhoz álló gépeket egy speciális jármű tolja hátra, az orrfutóművet mozgatva.
Speciális környezetre szánt gépeknél a futóműveken kerék helyett csúszótalp vagy úszótalp is lehet.

### Kormány
A gépek kormányzása a levegőben az aerodinamikus kormányfelületek mozgatásával történik. Ezek mozgatására szolgál a pilóta által mozgatott kormány.

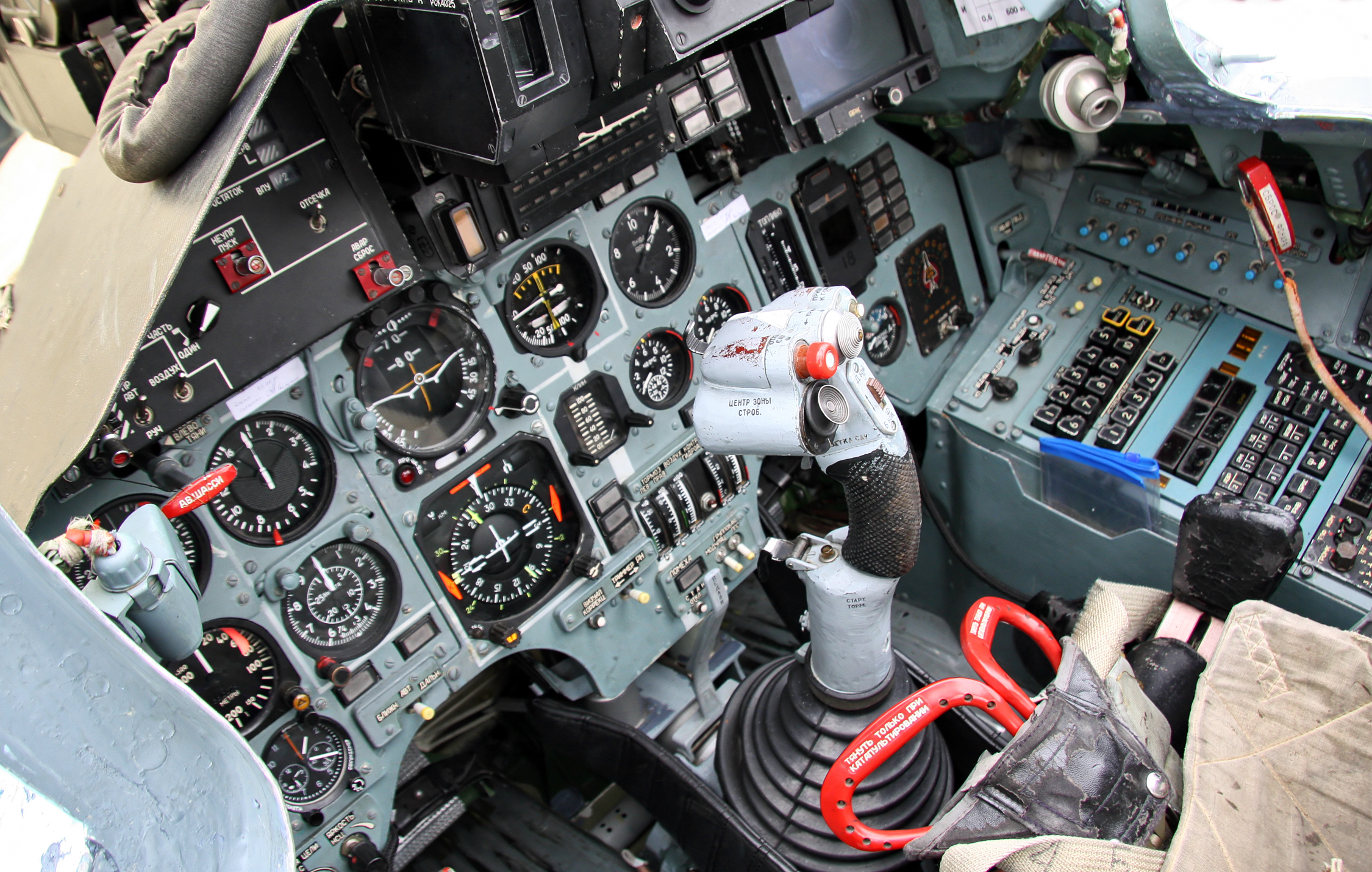
Szuhoj Szu–27

- botkormány (center stick, control rod) – elsősorban vitorlázó és kisebb harci gépekben használatos, valamint műrepülő gépekben. Az előnye a gyors mozgathatóság és az egyszerű szerkezet. Előretolva a magassági kormánylap lefelé billen, a stabilizátort megemelve, ettől a gép állásszöge csökken, előre bólint. A kormányt visszahúzva a kitérés ellentétes, a gép orra emelkedik. Balra és jobbra kitérítve a csűrőkormányokat mozdítjuk el, ettől a gép bedől, csűrőmozgást végez. A kétféle művelet egyszerre is lehetséges. A botkormányon többféle kezelőbillentyű is elhelyezhető, a rádióhoz, a célzóberendezésekhez és fegyverekhez.
- szarvkormány (yoke) – kezdetben az autókban szokásos kerek kormány volt, de később ennek csak az oldalsó részei maradtak meg. A tengelye vagy egy függőleges kormánytörzsből, vagy a műszerfalból indul ki. Előre-hátra mozgatva az orr le és fel mozdul, a csűrőmozgáshoz elfordítani kell. Ezen is megtalálható néhány fontosabb kapcsoló, például a rádióhoz vagy az elektromos vezérlésű magassági trimmhez.

Mindkét kormányfajta mechanikusan kapcsolódik a kormányfelületekhez, tolórudakkal, huzalokkal, a nagyobb gépeken leginkább hidraulikavezetékekkel.

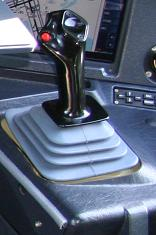
Airbus A380

A harmadik irányú kormányzás, az oldalkormánylap irányítása pedálokkal történik. Ezek nélkül a fordulók nem lennének úgy végrehajthatók, hogy az utas súlya továbbra is a neki függőleges irányba hasson, hanem a gépet érezné megdőltnek, márpedig egy átlagos forduló 30-40 fokos dőlést jelent. Egyes modern géptípusokon van egy bekapcsolható koordinált fordulóautomatika, amely az oldalkormányt maga irányítja.
A pedálok felső részének egyszerre történő megnyomásával a kereket lehet fékezni.
A harmadik fajta kormány a botkormány elektronikus változata, a side-stick, amely hasonlít a számítógépeknél ismert joystickra. Ez már elektromos vezetékeken közvetíti a kormánymozdulatot egy számítógépen keresztül a kormánylapokat mozgató elektromos motorokhoz, ezt hívják fly-by-wire (ejtsd: flájbájvájör), "repülés drótokkal" technikának. Már nem a pilóta előtt, középen szokás elhelyezni, hanem kissé oldalt, szabadon hagyva a rálátást a műszerfalra. Hirtelen kormánymozdulatokat nem tud követni, ezért jellemzően néhány nagy utasszállító gépcsaládnál alkalmazzák. A koordinált fordulót itt is pedál helyett kormányautomatika segíti.

### Robotpilóta

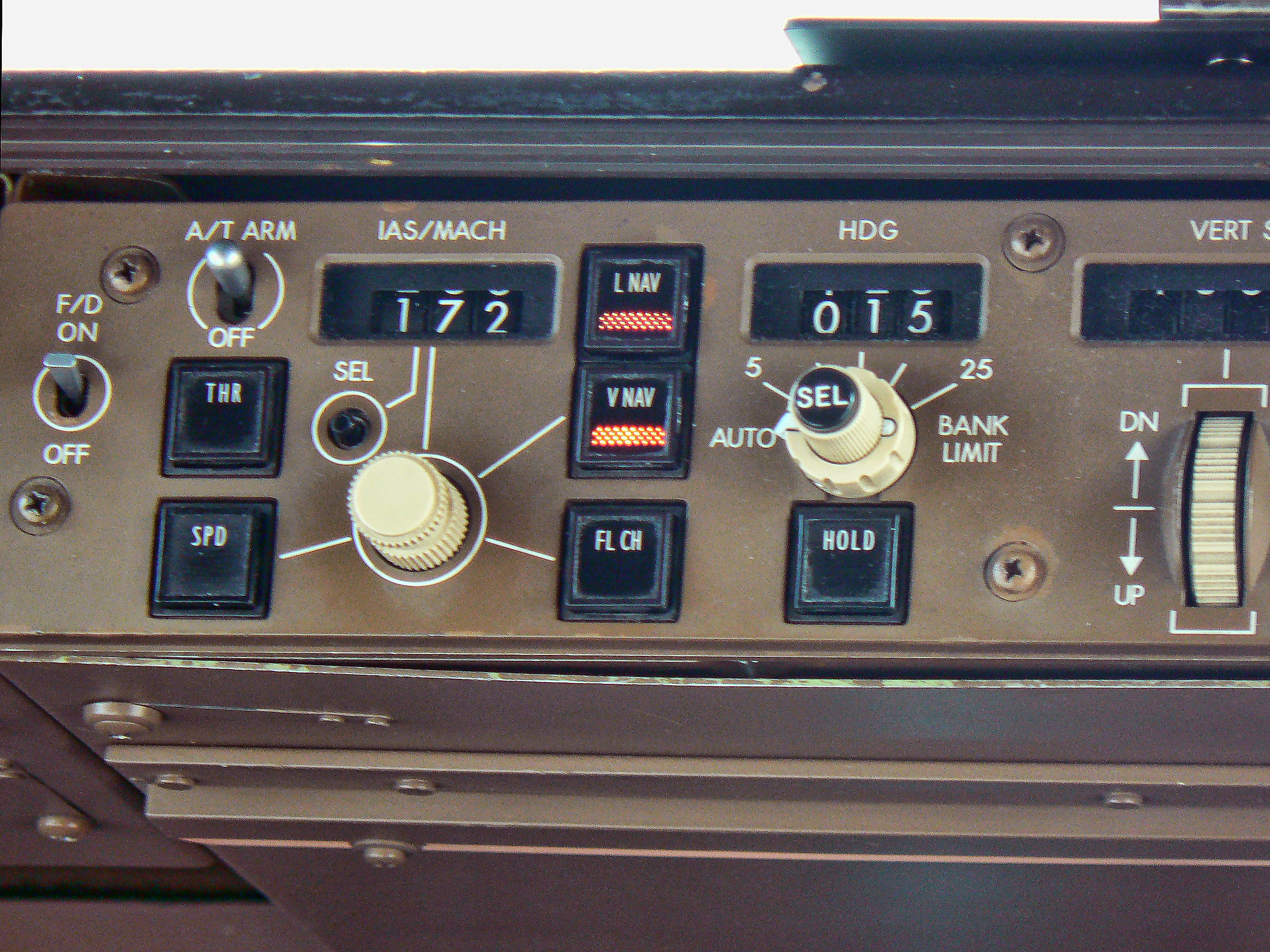
Egy FCU kezelőpanelje

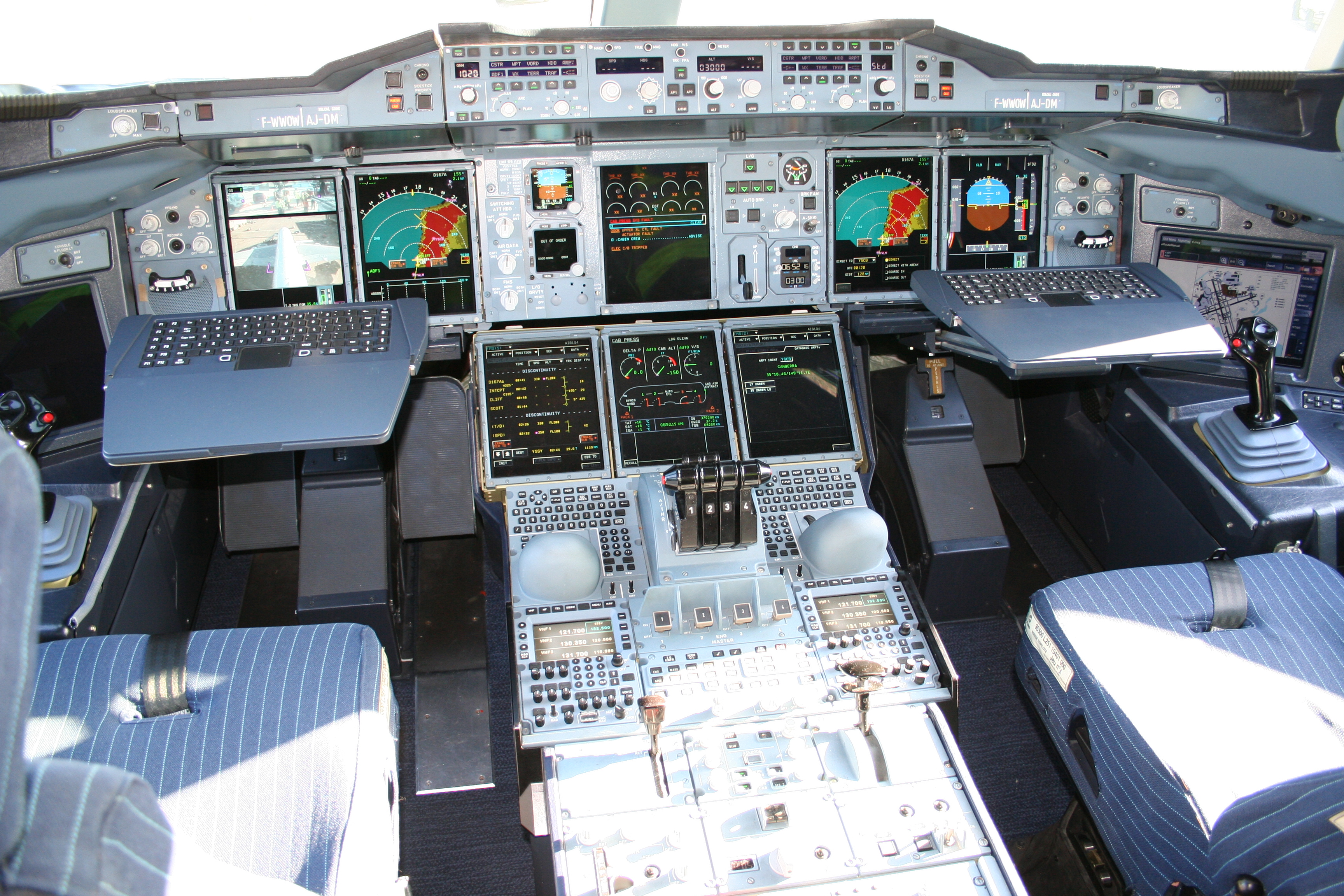
Az A380 műszerfala

A gépek szokványos helyzetben, főleg vízszintes repüléskor való vezetése monoton és fárasztó dolog, ezért az első kormányzássegítő automaták már nagyon régen megjelentek. A legegyszerűbb fajtái a szárnyak vízszintesen tartását (wing leveller), illetve a legyező irányú sajátlengés csillapítását (yaw damper) végzik. A Flight Control Unit (röv. FCU), azaz repülésvezérlő egység a repülési magasságot, a sebességet, a repülési irányt vagy a magasságváltoztatás sebességét is a beállított értékeken tartja. A gép vezetése az út nagy részén igazából csak ennek a kezelését igényli, a pilóták a navigálással foglalkoznak. A besiklást is végezheti automata, ha a pályához ILS rádiónavigációs adó tartozik, bár ezt a pilóták ritkán hagyják a robotpilótára.
A legbonyolultabb robotpilóta (más néven autopilot, illetve Flight Management Computer, FMC) számítógépébe akár a teljes útvonal is beprogramozható, még a szél eltérítő hatását is korrigálja, és mindezt képernyőkön megjelenített adatokkal és ábrákkal teszi ellenőrizhetővé.
A repülést robotpilóta üzemeltetése mellett is kötelező a pilótának figyelemmel kísérnie, hogy a légiforgalmi irányítással tartsa a kapcsolatot, az utasításaik szerint változtathasson az útvonalon, ellenőrizze a hajtóművek működését és az üzemanyag-fogyasztást, valamint elkerülje a zivataros területeket. A robotpilóta a kormány vagy a gázkar megmozdítására azonnal lekapcsol, hogy a pilóta egy váratlan, esetleg veszélyes helyzetben késedelem nélkül átvehesse az irányítást. A lekapcsolódásra jellegzetes hangjelzés és villogó lámpa egyszerre figyelmeztet.

### TCAS
A Traffic Collision Avoidance System, az ütközéselkerülő rendszer (ejtsd: tíkesz) egy olyan eszköz, amely a képernyőn figyelmezteti a pilótát, ha egy másik repülőgép túl közel került (az ábrán pirossal). Ha ez a közelség eléri azt a mértéket, amikor kitérő manőverre van szükség, akkor a másik gép fedélzetén levő hasonló berendezéssel rádiójelekkel egyezteti a helyzetet, és mindkét pilótának javaslatot tesznek arra a manőverre, amely az ütközés elkerülését a legegyszerűbben szolgálja. A manővert a pilóták hajtják végre, saját döntésük és esetleg a légiforgalmi irányító utasítása szerint.

### Feketedoboz
A repülésben történt balesetek és más rendkívüli események kivizsgálásai során világossá vált, hogy az események megismeréséhez szükség van adatokra a gép berendezéseinek működéséről, a kritikus percekben kialakult állapotáról, a kormányberendezések helyzetéről. Az ilyen helyzeteket pilóták sokszor vagy nem élik túl, vagy a beszámolójuk nem árulkodhat azokról a fontos jelekről, amelyek az ő figyelmüket elkerülve okozták a veszélyhelyzeteket. Ezért a mérnökök a gépek fedélzetén egy automatikus adatrögzítő egységet helyeztek el, amely a legfontosabb információkat folyamatosan feljegyzi. Szükség esetén a készülék által tárolt adatok elemzéséből visszamenőleg ismerhető meg a repülőgép viselkedése. Mivel ebbe az adatrögzítőbe csak befelé vezetnek adatkábelek, és a tartalmából a szétszedése nélkül egyáltalán semmi sem derül ki, ráragadt a "feketedoboz" elnevezés.

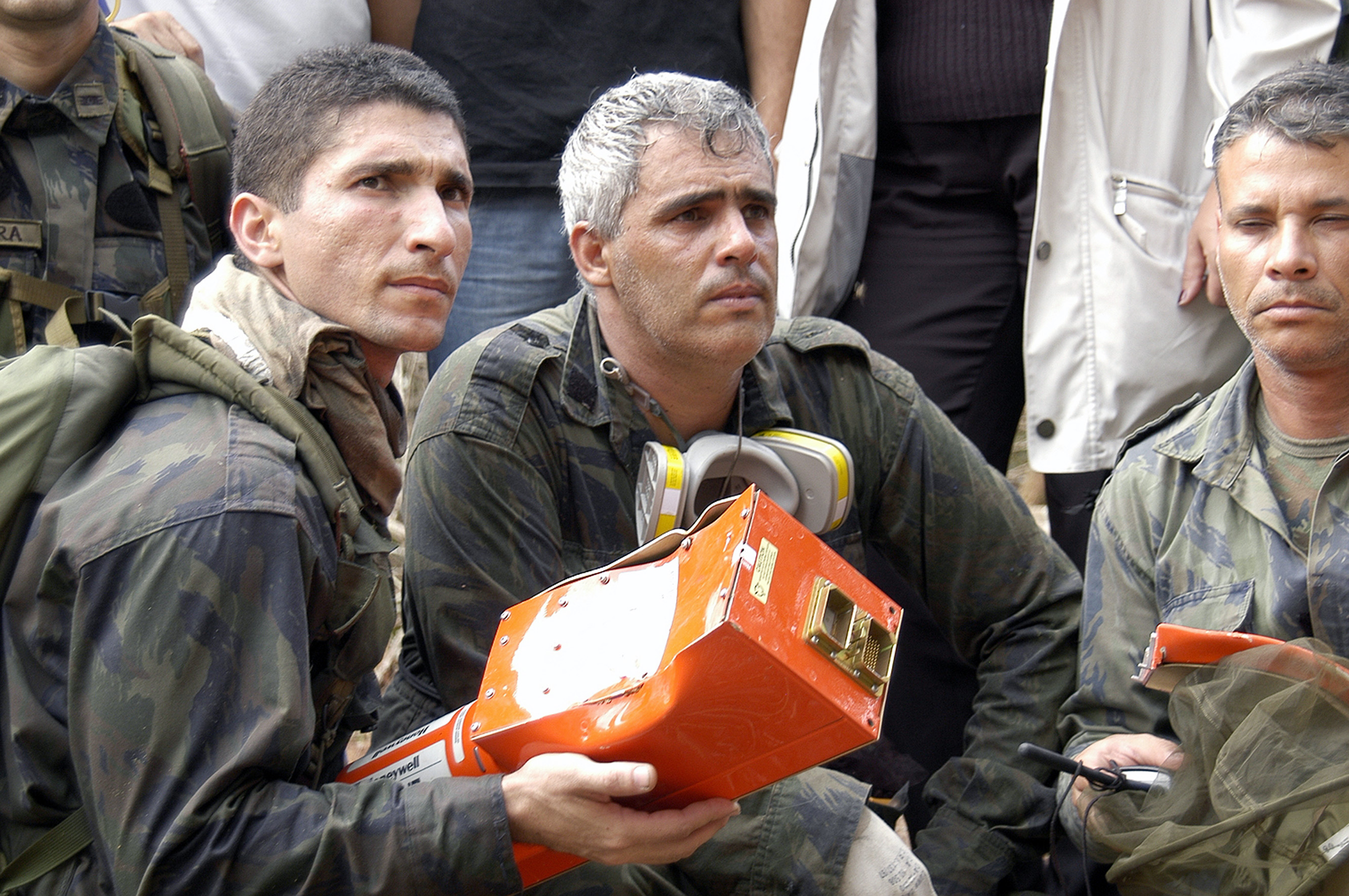
Egy lezuhant Boeing 737 feketedoboza

Kétféle rögzítőeszköz van a repülőgépeken használatban. Az egyik neve flight data recorder (FDR), azaz repülésiadat-rögzítő. Ez a műszerektől kapott mérési és állapotjelző jeleket tárolja. A másik készülék a cockpit voice recorder (CVR), azaz pilótafülke-hangrögzítő. Ez egy mikrofonnal veszi fel a pilótafülkében hallható hangokat, amelyek között a pilóták egymáshoz intézett szavain kívül a felhangzó figyelmeztető jelzések és a rendkívüli zajok is hallhatók lehetnek. A rögzítők a technika fejlődésével egyre több adatot képesek párhuzamosan feljegyezni. A kétféle feladatot ma már egyetlen berendezés látja el.
A rögzítőt szélsőségesen hő- és ütésálló kazettákba zárják, élénk narancsvörös színűre festik és még egy kis rádiójeladót is elhelyeznek benne, azért, hogy egy balesetet minél kisebb sérüléssel átvészelhessen és minél hamarabb meg lehessen találni. Főleg a régebbi feketedobozoknál okozott gondot, hogy a véges kapacitásuk miatt mindig csak a legutolsó időszak (20-30 perc) adatait és hangjait őrizték meg, így ha valami fontos esemény a készülék áramellátásának megszűnése előtt ennél korábban történt, akkor annak megismerése már nem volt lehetséges.

### Pilóták
A modern technika ellenére is a fentieknél nem kevésbé fontos "gépelem" a pilóta. Kis magánrepülőgépeket egyetlen pilóta is vezethet, de már a kis utasszállító gépek pilótafülkéje (cockpit) is kétüléses, tehát egyszerre két pilótának kell ott folyamatosan szolgálatot teljesítenie, akkor is, ha a gépet éppen robotpilóta irányítja. A bal oldali ülés a gép kapitányáé, régebben használt szóval a gépparancsnoké, a másik ülésben foglal helyet az első tiszt. A másodpilóta szó használata azért téves, mert a gépet sokszor az első tiszt vezeti, és a kapitány az ő "másodpilótája". Hosszabb, akár 10-12 órás utakon két első tiszt is szolgálhat, a háromfős hajózó személyzetből mindig ketten dolgoznak a pilótafülkében.

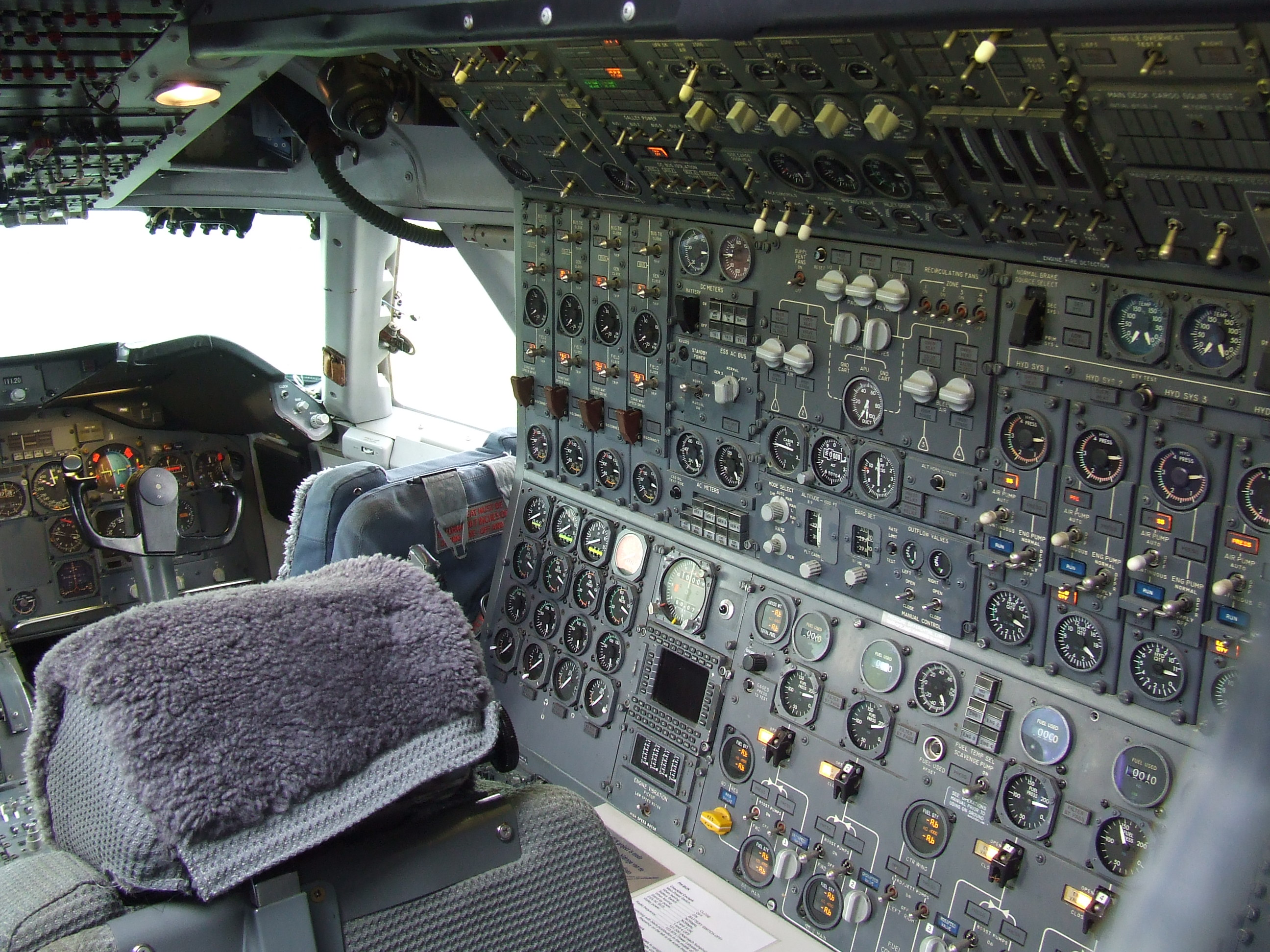
A fedélzeti mérnök munkahelye a Boeing 747-200-on

Régebbi, nagy gépeken mindig, gyakran még ma is található a pilóták mögött egy harmadik ülés. Itt a fedélzeti mérnök külön műszerfalon ellenőrizte a hajtóművek műszaki paramétereit, hőmérsékletét, az üzemanyag-fogyasztást, az elektromos és hidraulikus rendszereket. Még régebbi gépeken lehetett negyedik és ötödik tagja is a személyzetnek: a navigátor a még elég primitív rádiónavigációs berendezéseket kezelte, és vetette egybe az adatokat az útvonaltérképekkel, a rádiós pedig az irányítószolgálattal tartotta a kapcsolatot, esetenként akár a rosszabb légköri viszonyok között is használható morzejelekkel is. Az ő feladataikat már jó ideje átvették a modernebb, egyszerűbben, gyorsabban kezelhető műszerek és ellenőrzőberendezések.
Ha két pilóta dolgozik együtt, akkor különbséget szokás tenni a vezető (PF) és nem vezető pilóta (PNF) között (pilot flying, pilot not flying). A kifejezés nem rangbeli különbséget jelöl, hanem a feladatok megosztását: az egyik pilóta az, aki kormányoz, a társa pedig segédkezik a műveletekben, rádiózik és kezeli a navigációs számítógépet. A két pilóta időnként szerepet cserél, és ezt fennhangon közlik a társukkal és a fedélzeti hangrögzítő berendezéssel. ("My control. – Your control.")

## Repülési helyzetek

### Futópálya

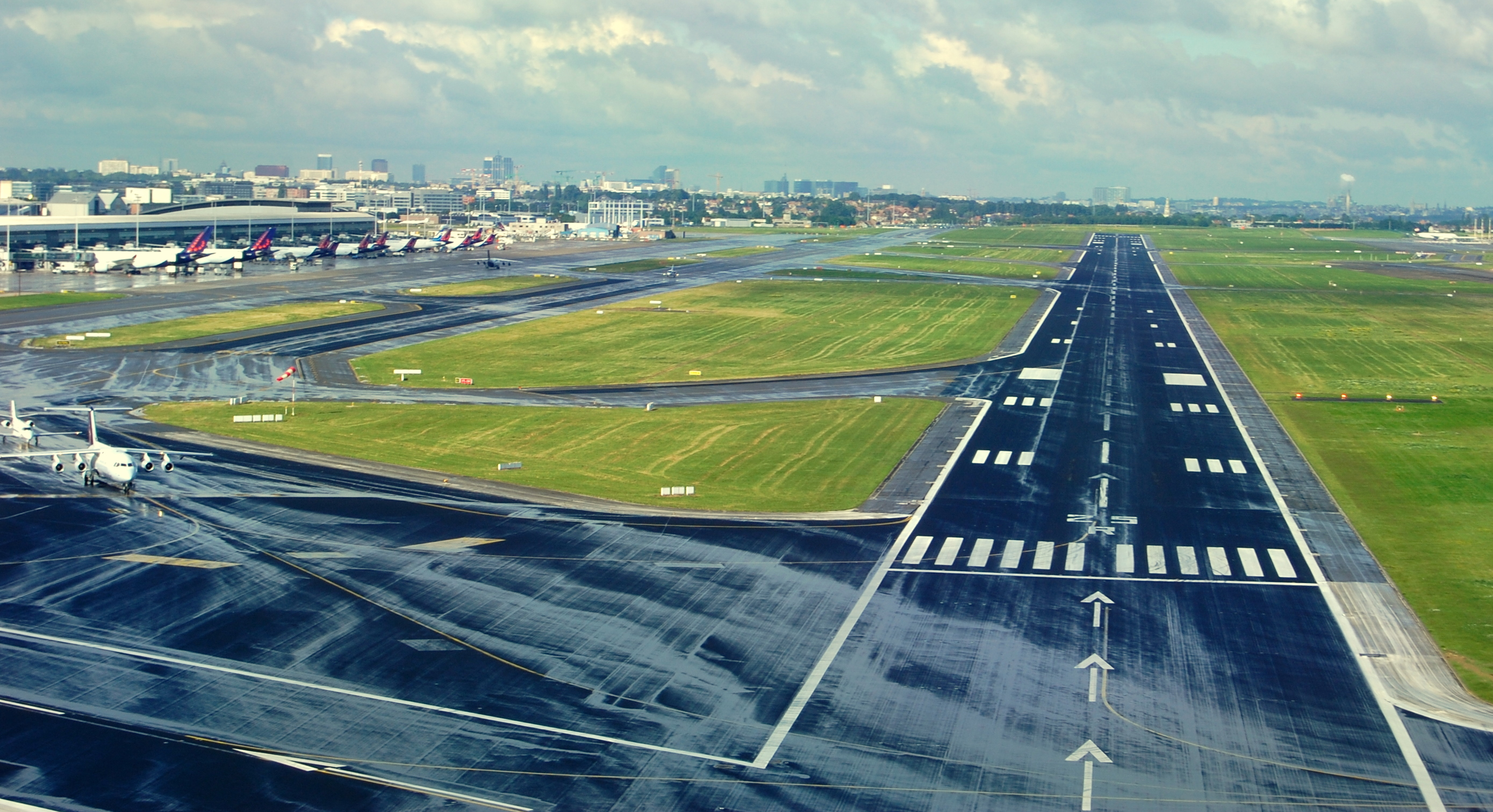
A brüsszeli reptér 25R futópályája

Ez egy egyenes, szigorúan akadálymentes sáv a repülőtéren, ahol a le- és felszállás történik. Mindkét esetben a széllel szembeni haladás az előnyös, ezért általában a leszállás az egyik végéről, a felszállás a másik vége irányába történik. A futópályát (runway) az irányát megadó számmal jelölik, tízzel osztva és kerekítve a pálya hossztengelyének a mágneses északi irányhoz viszonyított szögét. A pálya száma 01 és 36 közé esik, a 31-es pálya tengelye 310 fok, északnyugat felé mutat. Ha több párhuzamos futópálya van, akkor a szám mögé tett betűvel egészítik ki a jelzést, így a 17L pálya a 170 fok felé mutató futópályák közül a balra (left) eső. Néhány repülőtéren van középső pálya is, a jele C (center). A pálya két végének a száma különbözik, hiszen ellentétes irányba mutatnak, a 08R (jobb, right) pálya másik vége a 26L (bal). A futópálya legeleje a pályaküszöb, valamivel utána jön az ideális kerékletételi pont (TDZ, touchdown zone). A nagyobb gépek számára készült futópálya szilárd burkolatú, kis gépek füves pályán is leszállnak.

### Ellenőrző lista, checklist
A repülőgép nagy számú műszerének és berendezésének a figyelemmel kísérése nehéz feladat, és előfordulhat, hogy valamelyikről a pilóták elfeledkeznek. Emiatt az útnak azon a pontjain, ahol a repülési helyzet jelentősen megváltozik, külön ellenőrzést kell tartani a kapcsolók és műszerállások felett, és egymással összehangoltan kell ezeken változtatni. A lehető legnagyobb biztonság érdekében a pilóták kész listát vesznek elő az ilyen helyzetekben, és az alapján veszik végig a tennivalókat, így egy lépés sem maradhat ki. Az egyik pilóta olvassa a tételeket, a másik ellenőrzi és szükség szerint beállítja az azokhoz tartozó műszereket.
Az ellenőrző listák természetesen minden géptípushoz külön készülnek, és a gyártó előírásai alapján a légitársaság vagy a gép üzemeltetője állítja össze azokat. Listaellenőrzést szokás tartani jellemzően a következő helyzetekben: hajtóműindítás előtt, gurulás előtt, felszállás előtt, felszállás után, ereszkedés előtt, leszállás előtt, leszállás után, leállítás után.
A felsoroltakon kívül a gyárak és társaságok megpróbálnak ellenőrző listát készíteni minden olyan hibahelyzetre vagy szokatlan állapotra, amellyel a pilóták találkozhatnak, mint például a hajtóműleállás, tűz a hajtóműben, generátorhiba, hibajelzés a hidraulikában, hibajelzés az akkumulátorkörben, dehermetizációs jelzés a csomagtérben és így tovább. Ha valamelyik hiba bekövetkezik, akkor a listát használják az ok felderítésének és a hiba elhárításának segítségéül. Természetesen a saját szakértelmüket és gyakorlatukat is igénybe veszik, de az ellenőrző listák garantálják azt, hogy nem felejtenek ki fontos lépést a helyzet ellenőrzés alá vonása közben. A listák által tárgyalt hibahelyzeteket (is) a kiképzés során, földi szimulációs gyakorlatokon többször is végigpróbálják és elemzik.
A legmodernebb, számítógépes rendszerek által felügyelt repülőgépeken a pilóták normál helyzetekre vonatkozó ellenőrző listái olykor mindössze 2-3 tételre zsugorodtak, a tételekhez tartozó részleteket a számítógép megvizsgálja és beállítja.

### Gurulás, taxizás
A futópálya és a parkolóhely vagy előtér (angolul apron) közötti utat a gép gurulva teszi meg. Kis repülőtereken lehet, hogy ezt a futópályán teszi, komolyabb repülőtereken a futópályába keskenyebb gurulóutak (taxiway) csatlakoznak erre a célra. A gurulóutak egy része nem derékszögben csatlakozik, hanem 20-35 fokos szögben, azért, hogy a leszálló gép a teljes lelassulás előtt is elhagyhassa a pályát, ha a sűrű forgalom ezt teszi szükségessé. A gurulóutakat és a kereszteződéseket betűkkel, számokkal jelölik meg, amit a térképeken feltüntetnek.
Nagyobb reptereken a gurulást külön forgalomirányító tartja ellenőrzés alatt az irányítótoronyból.

### Nekifutás, felszállás
A nekifutás célja az, hogy a szárny felett kellő sebességű légáramlást hozzanak létre, amely aztán már a gép emelkedéséhez is elegendő felhajtóerőt termel. A pilóták előre kiszámítják, hogy a gép az adott súlyú rakományával és üzemanyagával milyen sebességnél lesz képes a felszállásra. Szintén kiszámítják, hogy milyen sebesség elérése fölött kell mindenképpen elemelkedni, mert a lefékezésre már nem marad elég távolság.
A nekifutás megkezdéséhez az irányítótorony egyértelmű engedélye kötelező. A felszállást teljes fordulatszámon járó hajtóművel végzik, körülbelül félig kiengedett féklapokkal. A szükséges sebesség (jelölése vR) elérésekor a pilóta maga felé húzza a kormányt, felfelé térítve ki a magassági kormánylapokat, ez a farokrészt lefelé nyomja, az orr megemelkedik. Az állásszög megnövekedése miatt a szárnyon keletkező felhajtóerő megnő, a gép emelkedni kezd. Amikor az emelkedés stabil, a futóműveket behúzzák, később a féklapot is kisebbre veszik, a hajtómű teljesítményét 80-90%-ra csökkentik, továbbá az irányítótoronyról a közelkörzeti irányításra kapcsolnak át.
A felszálló gépek rögzített határok között vagy meghatározott útvonalakon emelkedve hagyják el a körzetet, eltávolodva a reptér körüli forgalomtól. Ha a felszálló irány alatt sűrűn lakott települések vannak, akkor a zaj csökkentése érdekében előírhatják a gépeknek a szokásosnál meredekebb emelkedést vagy kitérő útszakaszok követését is.

### Utazás
Utazásnak a célrepülőtér körzetéig tartó útvonalon való haladást szokás nevezni. A felszállás utáni emelkedéssel fokozatosan elérik az utazómagasságot, utána már csak néha kell a magasságon változtatni. Nagyobb magasságban kisebb a levegő sűrűsége, és bár ettől kisebb a keletkező aerodinamikus felhajtóerő, de csökken a légellenállás is, ezzel együtt az üzemanyag-fogyasztás és a káros anyagok kibocsátása is. A géptervezők és a gépek üzemeltetői pontos optimumszámításokkal határozzák meg a leggazdaságosabb repülést lehetővé tevő magasságot, és az útvonaltervben ezt adják meg igényelt repülési magasságként az irányítószolgálatoknak. A mai nagyobb nemzetközi utasszállító gépek 10–11 km (32-36 ezer láb) magasságon utaznak, belföldi, rövidebb járatokon esetleg csak 18-20 ezer lábig érdemes emelkedni, kis magánrepülőgépek utaznak 6-8 ezer láb magasságban is. Az utazás utolsó szakaszán a gép lassan a megközelítési magasságra ereszkedik, ez nagy magasságban utazó gépeknél 150–200 km alatt történik meg, hogy kíméljék az utasokat.

### Megközelítés,leszállósáv, besiklás, leszállás

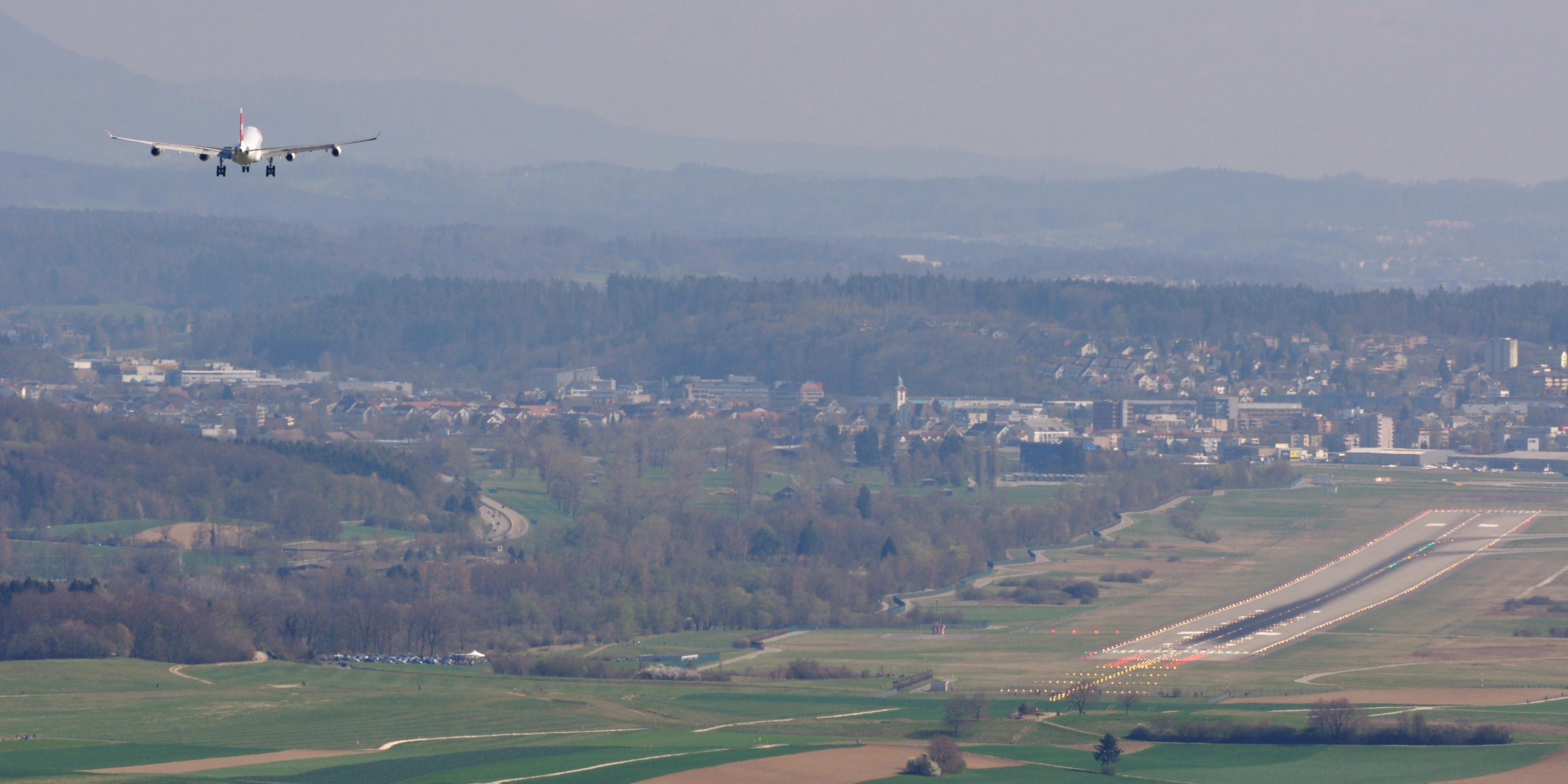
Airbus A340 leszállás közben

A célrepülőtér légterét magába foglaló körzeten belül, amelynek a teteje az utazómagasságok alatt van, külön szabályokat is követni kell. Ha a körzet forgalmát nem ellenőrzi irányítószolgálat, akkor a pilótának kell figyelnie a reptér körüli forgalmat, és beilleszkednie abba. A körzetben a le- és felszálló gépek mozognak. A leszálló gépek célja az, hogy a pályaküszöbtől kellő távolságra elfoglalják helyüket a leszállósávban, vagyis a futópályáig vezető, nagyon keskeny légi úton. Nagyjából vízszintes repüléssel, előírás szerinti magasságot tartva érik el a siklópálya vonalát, kibocsátják a futóműveket, majd a megfelelő ütemben ereszkedni kezdenek, ezt az utolsó szakaszt nevezik besiklásnak. Ekkor már nem szabad manőverezni, az ereszkedés szögét a hajtómű tolóerejének állítgatásával szabályozzák. A besiklás egyenese, az ideális siklópálya nagy reptereken, utasszállító gépek esetében kb. 3 fokos (5,0–5,5%-os) lejtésű. A siklópályától való eltérést rádiónavigációs és fényberendezések is segítenek minimalizálni.

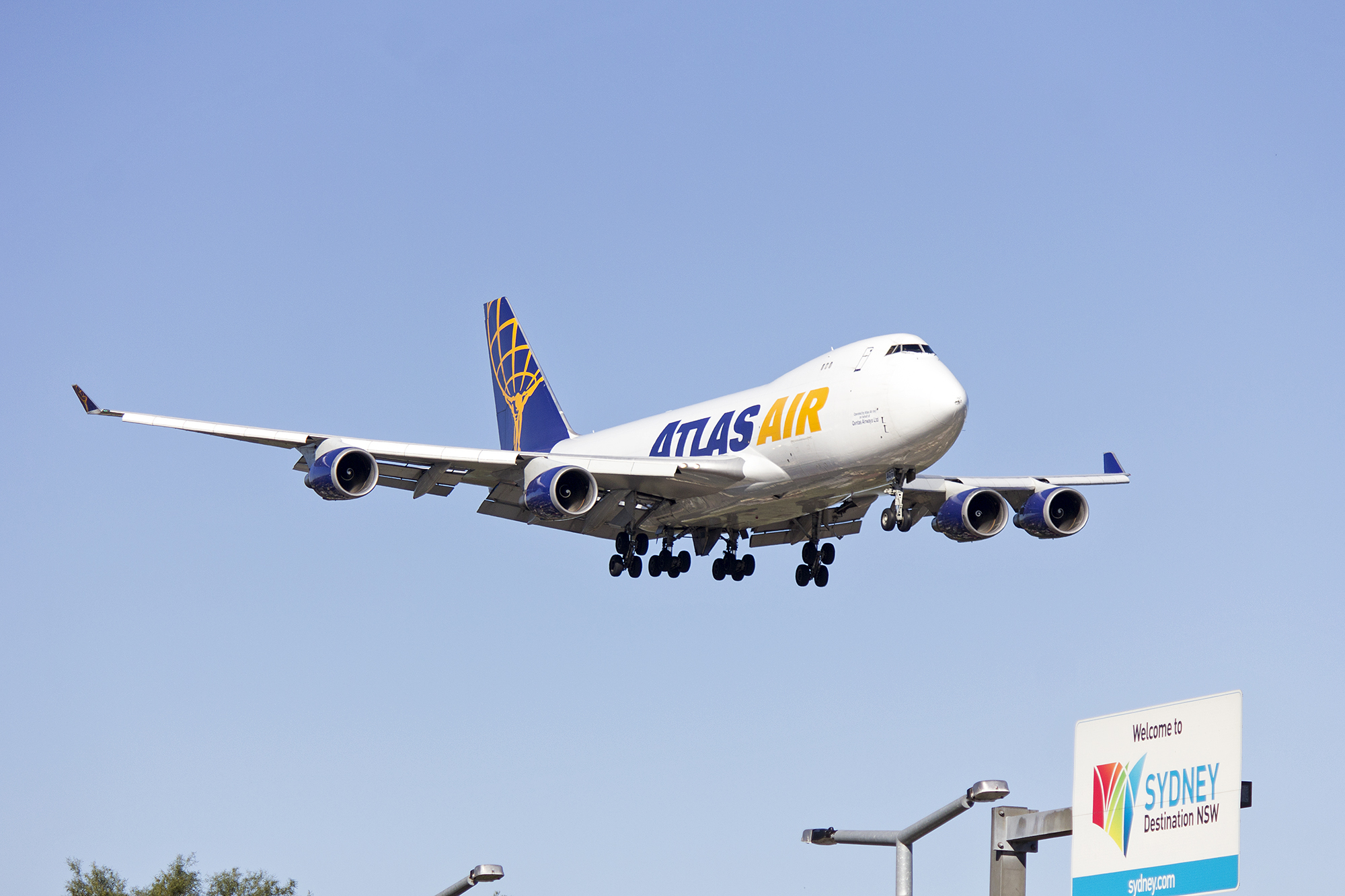
Boeing 747 leszállás közben

A leszálláskor a gép stabil, egyenletes süllyedésben közeledik a pályaküszöb felé, az alacsony sebességhez a féklapok kinyitásával növeli meg a felhajtóerőt. Kevéssel a leérkezés előtt a pilóta kicsit megemeli a gép orrát, visszaveszi a gázt, a gép néhány másodpercig laposan a pálya fölött száll, majd lassan leereszkedik. Az utóbbi fázist hívják kilebegtetésnek. Földet érés után a gázt alapra veszik, esetleg bekapcsolják a sugárféket, felnyitják az interceptort, és a kerékféket is használva lassítanak a futópályáról való leguruláshoz szükséges sebességig.

### Elhatározási magasság
A besiklás közben a gép elér egy olyan magasságot, amelynél a biztonságos leszállás feltételeit még egyszer, utoljára ellenőrizni kell. Ez az elhatározási magasság (pálya feletti decision height, DH, vagy tengerszint feletti decision altitude, DA) függ a repülőtér felszereltségétől, a megközelítéshez használt technikai eszközök lehetőségeitől, az időjárási viszonyoktól és a pilóta minimumától. Az utóbbi a pilóta által elvállalható legrosszabb leszállási feltételeket összegzi, ez a vezetői engedélyében van rögzítve, amit vizsgákon kell rendszeresen megújítani, illetve ott lehet bővíteni.
Az elhatározási magasságra ma már sok gépen külön hangjelzés is figyelmeztet. Ilyenkor ha a pálya leszállófényei még nem láthatók az előírásnak megfelelő mértékben, illetve ha az erős szél, széllökések, szélnyírás miatt a kerékletétel kockázatos, vagy ha a gép még nincs a besiklási egyenesen, akkor a pilótának megszakított megközelítést (missed approach), másik nevén átstartolást kell végrehajtania. Ha a körülmények javulása nem várható, akkor tartalék repülőtérre kell továbbrepülni, erre a pilóták indulás előtt a megfelelő térképek átnézésével felkészülnek.
Ha a pilóta az elhatározási magasságon a leszállást folytathatónak látja, akkor ezt hangosan kimondja ("Continue." vagy "Folytatom."), pilótatársa és a fedélzeti hangrögzítő berendezés számára. Vészhelyzetben a pilóta a minimumánál rosszabb időjárási helyzetben is megkísérelheti a leszállást, esetleg PAR segítségével, de a vészhelyzetet az irányítótoronynak előre be kell jelentenie.

### Átstartolás
Ha a pilóta szükségesnek látja, félbeszakíthatja a leszállást. Ilyenkor gázt ad, vízszintesen végigrepül a futópálya fölött, és vagy egy ilyen esetre kijelölt várakozási pontra repül, vagy megismétli a pálya megközelítését. Átstartolásra lehet szükség, ha
- az irányítótorony felszólítást ad rá;
- a futópályán még másik jármű vagy egyéb akadály van;
- a széllökések miatt a földetérés túl kemény lehet;
- a gép besiklása nem elég pontosan sikerült;
- a láthatóság és a felhőzet rosszabbak a pilóta minimumánál vagy a leszállítórendszerek által garantált lehetőségeknél;
- a kerékletétel után valamilyen technikai vagy műszaki hiba lépett fel, például a fékrendszerben, vagy a pálya síkossága miatt bizonytalan a féktáv.

Az átstartolás önmagában nem vészhelyzet, mint ahogy az sem, ha a kocsinkkal nem sikerül első kísérletre beállni a garázsba. Ahogy a felsorolásban látható, az átstartolás célja egy veszélyhelyzet elkerülése. Indulás előtt a gépnek előírt mennyiségű tartalék üzemanyagot is fel kell vennie, ami egy tartalék repülőtér elérésére is elég. Az átstartolás esetén az adott reptér körzetében követendő lépéseket a térképek jól láthatóan felsorolják, és a besiklás előtti eligazításon a pilóták egymással előre egyeztetik.

### Forgalmi kör, iskolakör

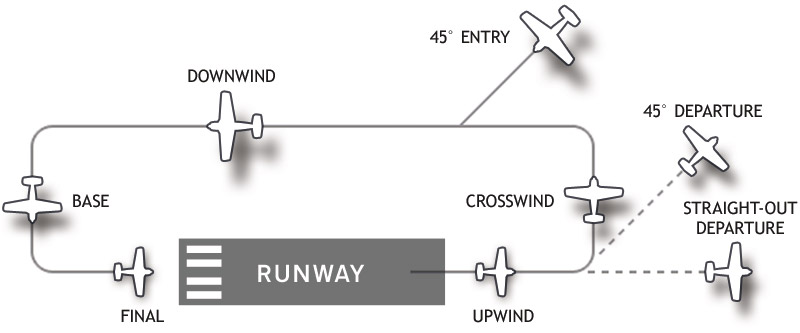
Egy gép útja az iskolakörön, ki- és belépési példákkal. A futópálya aránya erősen eltúlzott (a valóságban a pálya a hosszához képest jóval keskenyebb)

A futópályák körül, a gépek leszálláshoz történő sorbaállását segítendő egy meghatározott formájú útvonalat kell alapnak tekinteni, ez a forgalmi kör (traffic pattern), ritkábban használt nevén „iskolakör” (a kezdő pilótáknak ez a szokásos gyakorlóútvonala). Ez a hosszúkás, nagyjából négyszög alakú, nem pontosan definiált útvonal a futópályától látótávolságban, több száz méter magasságban húzódik, alapesetben balra történő fordulókkal. Ha az irányító nem ad más utasítást, akkor ennek a pályának a sarokpontjain szokás a leszállóforgalomhoz becsatlakozni.

### Szabványeljárások
A megközelítéshez és a kirepülésekhez is minden komolyabb repülőtérre kidolgoznak szabványeljárásokat, külön-külön minden pályára, irányra és navigációs üzemmódra. Ezek nevét, pontos rajzát és adatait térképeken tüntetik fel, és az irányítószolgálat vektorálás, vagyis a repülési irányok lépésenkénti előírása helyett előírhatja egyszerűen valamelyik szabványeljárás követését, egyszerűsítve az irányítók és a pilóták feladatait. Az ilyen eljáráscsomagok tipikus részét képezik a STAR (standard arrival, szabványos érkezés), SID (standard instrument departure, szabványos műszeres indulás), VOR/DME, ILS és LOC (csak localizert használó) megközelítési térképek, felsorolva az összes ott használható, kidolgozott útvonalat a követésükhöz használandó pontos irányadatokkal. A zsúfolt forgalmú repülőtéri körzetekben ennek ellenére keveset használják ezeket az eljárásokat, mert az irányító a gépeket az adott helyzet lehetőségei szerint hozott döntésekkel rendezi el.

### Koordinált forduló

A normál és szűkített koordinált fordulókban ható erők (n a nehézségi erő mértéke)

A repülőgépnek kanyarodás, helyesebben forduló közben is pontosan tartania kell a magasságát. Közismert, hogy a forduláshoz a szárnyakat a csűrőkormánylapok kitérítésével a fordulás irányába kell billenteni, de mivel ettől a szárnyakra ható felhajtóerő iránya is megdől, ezért csökken a függőleges összetevője, és a gép oldalazva süllyedni kezd. Ha ezt a pilóta nem állítja meg, akkor a gép orra lassan a föld felé fordul, és a süllyedés felgyorsul.
Szintén probléma, hogy a forduláshoz megdöntött gépben ülő utasok azt éreznék, hogy az ülés felbillen velük, márpedig egy átlagos fordulónál a dőlés 30 fok körüli szokott lenni. Ennek ellensúlyozására használják ki a kanyarodással együtt járó centrifugális erőt, és elérhető az, hogy az utasok számára a "lefelé" továbbra is a padló irányába mutasson, a forduló közben, a megdöntött gépben is. Amikor a pilóta ezt a kormánylapok koordinált, összehangolt kezelésével eléri, akkor mondhatjuk azt, hogy koordinált fordulót hajt végre.
Meg kell említenünk azt, hogy az autóval, más kerekes járművekkel való kanyarodáskor a kormányt végig elfordítva kell tartanunk, de a repülőgépen ez azt eredményezné, hogy a gép bedőlése a kitérített csűrőlapok hatására folytatódik, végül orsózó és zuhanó mozgásba vezet át. A repülőgép vezetésekor a csűrőkormányt csak addig kell kitérítve hagyni, amíg a szárnyak dőlése el nem éri a kívánt mértéket.

Fordulásjelző, ezen a csúszásra a farok elmozdulása is figyelmeztet. Koordinált kétperces jobb forduló van folyamatban.

A koordinált forduló menete a következő: enyhe gázadás, kormány a forduló irányába, ezzel egyidejűleg az oldalkormány (pedál) kitérítése ugyanarra, a megfelelő dőlés elérésekor a kormány vissza középre, de eközben magunk felé húzva, emelve ezzel az orrot. A kormány húzása, a magassági kormány kitérítése akadályozza meg a magasságvesztést, valamint növeli az elfordító erőt. Fordulóhoz tehát mindhárom kormányfelületet igénybe kell vennünk. A fordulóból való kivétel a kormány előretolásával és kifelé fordításával, egyidejűleg a pedál középre tolásával kezdődik, a vízszintes helyzetnél kormány középre, gáz vissza. Ha az oldalkormányt rosszul használjuk, akkor az ülésben a súlyunk nem marad padló felé mutató, oldalra elmozdító erőt észlelünk, és a gép oldalirányban csúszik.
A kormánylapok kitérítésének helyes mértékét egy összetett műszer, a fordulásjelző segíti megtalálni. Az egyik része az elfordulásmérő, amely a hossztengely oldalirányú elfordulásának ütemét jelzi. A műszereken ez gyakran egy elbillenő repülőgéppel van ábrázolva, bár a műszer nem a bedőlést, hanem az elfordulást méri, ami viszont valóban a választott bedőléstől függ. A műszer másik része a csúszásjelző, egy egyszerű, hajlított üvegcső, amelyben egy golyó mindig a "lefelé" irány szerint helyezkedik. Koordinált fordulóban a "lefelé" mindig a padlóra merőleges irány, bedöntött gépnél is, ez az ideális helyzet. Ha a golyó középről elmozdul, akkor a forduló csúszik, amit az utasok az ülésben oldalra elmozdító erőként észlelnek. Ha egy jobb forduló esetén a golyó jobbra tolódik el a középhelyzettől, a forduló "befelé csúszik", azért, mert a pilóta nem elég erősen térítette ki befelé az oldalkormányt. Az oldalkormánnyal helyesbíteni úgy kell, hogy a csúszás irányába eső pedált kell erősebben belépni, azaz a golyót "visszatolni" kell. A csúszásmentes fordulóhoz egy aranyszabály a "golyóra lépni, ellene csűrni", ez egyszerre két kormányfelület helyesbítő mozdítását is sugallja.
Előfordul olyan helyzet, amikor a csúszás hasznos, gyors magasságvesztést lehet vele elérni a sebesség megnövelése nélkül. A modern nagy repülőgépeken az oldalkormányt már a kormányautomatika önállóan szabályozza, ilyen gépeken nincs is pedál.

### Kétperces forduló

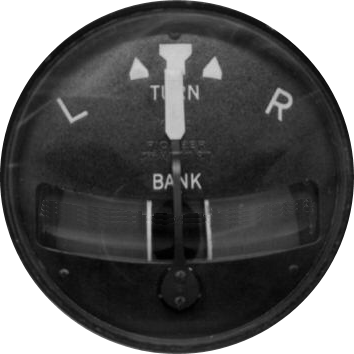
Egy másik típusú fordulásjelző

A gépek fordulásának bizonyos esetekben előírják az ütemét. Mivel a gépek sebessége széles határok között változhat még a várakozási körzetekben is, ezért a fordulónak nem a sugarát, hanem az idejét adják meg. Az általánosan használt, szokásos forduló során a gép pontosan 2 perc alatt tesz meg egy teljes kört, vagyis a hossztengely elfordulásának üteme 3°/mp. Ezt nevezik kétperces fordulónak. Az egyszerű műszerezettségű gépek műszerfalán is ott található a fordulásjelző, ezen gyakran csak a kétperces forduló helyét jelölik meg. A térképeken, ha külön megjegyzés nincs mellettük, az útvonalakba rajzolt íves szakaszok, fordulók mindig kétpercesnek értendők, és a szabványfordulók is ilyen üteműre vannak tervezve.
A fordulóhoz szükséges bedőlés szöge a sebességtől függ. 300 csomóig jó közelítést ad a légsebesség / 8 + 3 fok alakú képlet. Egy repülőtér körzetében utasszállítóknál szokásos sebesség esetében ez nagyjából 30 fokos dőlési szöget jelent.
Kis repülőgépeknél szóba jöhet még az 1 perces (tehát gyorsabb) forduló, nagy, nehéz repülőgépeknél pedig a 4 perces forduló is.
A régi fordulásjelzők egyik gyakori típusán a mutató alakja lapátra emlékeztet, ezért a sportrepülők között a kétperces fordulóra használatos az egykanalas vagy egylapátos forduló elnevezés is. Kétkanalasnak a mutatót kétszer ennyire kitérítő 1 perces (6°/mp) fordulót hívják, és persze van félkanalas is. Angolul a kétperces forduló neve rate one turn (ROT), vagyis "egyes mértékű forduló", az 1 perces a rate two, a 4 perces a rate half turn.

### Szabványforduló
Van olyan eset, amikor a pilótának meg kell fordulnia és az ellenkező irányba repülnie, de úgy, hogy rajta maradjon az eddig repült egyenesen, esetleg a magasságát csökkentve ilyen módon. Ha az egyenest egy rádiónavigációs műszer kijelöli, akkor annak alapján egy találomra végzett forduló is helyesbíthető, de ha az sem áll rendelkezésre, akkor érzésre nehéz pontosan megcsinálni. Ehhez segítségül született két módszer, amelyet betartva számíthatunk arra, hogy a művelet kellő pontossággal sikerül. Ilyen fordulóval egy holdingba is könnyebb pontosan beállni, de VOR megközelítési eljárások is tartalmazhatnak egy szabványfordulót. A fordulók természetesen elvégezhetők jobb és bal felé is.
A "45 fokos" szabványforduló menete: kétperces fordulóval fordulás balra 45 fokkal, ezután egyenesen repülünk 35 másodpercig, majd 225 fokos jobb kétperces forduló következik. A végén a gép a kezdeti egyenesre érkezik, ellenkező irányban, még 55 másodperc repülés után elérjük a forduló kezdőpontját. A teljes forduló ideje összesen mintegy 185 másodperc.
A "80 fokos" szabványforduló menete: kétperces fordulóval fordulás balra 80 fokkal, utána egyenesbe hozzuk a gépet és nyomban másik kétperces fordulót kezdünk jobbra, 260 fok hosszan. Ezzel végezve a kezdeti egyenesre érkezünk, ellenkező irányban, és 40 másodperc múlva érjük el a kezdeti pontot. Az összidő körülbelül 160 másodperc.
A geometria szerint a második szabványfordulónak 90 fokosnak kellene lennie a pontossághoz, de az átfordulás az ellenkező irányba eltart néhány másodpercig – nem műrepülést végzünk, utasok vannak mögöttünk –, és ez a késés pótolja be a kétszer tíz foknyi hiányt.

### Holding, várakozási kör

Belépés a holdingba "könnycsepp-fordulóval"

Forgalmi torlódás miatt néha szükség van egy-egy gép várakoztatására. Ilyenkor a gépnek egy meghatározott navigációs pont (holding fix) fölött 4 perces várakozási köröket kell repülnie, az előírt magasságot és irányt tartva. Ez 4 szakaszból áll: a navigációs pontnál 180 fokos kétperces forduló előírás szerint balra vagy jobbra, 1 perces egyenes repülés az előírt irányba, újabb 180 fokos forduló, újabb 1 perces egyenes, az előzővel párhuzamosan. A szél miatti elsodródást a navigációs ponthoz igazodva korrigálni kell. Különböző magasságokon több gép is várakozhat ugyanazon a holding ponton.
Holdingolásra esetenként azért is lehet szükség, hogy egy nagyobb magasságban érkező gép a forgalom zavarása nélkül a szükséges magasságba ereszkedhessen, és becsatlakozhasson a leszálló gépek sorába, vagy hogy egy kis teljesítményű gép elérje a körzetből való kilépéshez szükséges magasságot. Az átstartolásra előírt eljárás is gyakran vezet egy holdinghoz, ahol a gép a leszállóforgalomba való megismételt belillesztéséig várakozhat.

### Kényszerhelyzet, vészhelyzet
A repülés során adódnak helyzetek, amikor a pilóta nem tarthatja magát a megszokott forgalmi rendszabályokhoz, az irányító utasításához. Ezeket a rendkívüli helyzeteket a vele járó műveletek iránti igény szerint minősítik, és eltérő nevekkel azonosítják: sürgősségi helyzet, kényszerhelyzet, vészhelyzet. Mindegyik helyzet megkívánja azt, hogy a pilóta az irányítót erről rádión egyértelműen értesítse, aki ezután gondoskodik arról, hogy a bajban levő gép megkapja a lehetséges segítséget és kivételezettséget, és szükség szerint eltávolítja a többi gépet a közelből, szabad mozgásteret hagyva a rendkívüli helyzetbe került gépnek. Ilyen helyzet bejelentése után mindenképpen vizsgálat indul, és ha valamelyik pilóta indokolatlanul kért elsőbbséget – előfordul ilyen, megunva a hosszú sorbanállást –, azt megbüntetik.
A rendkívüli helyzet bejelentése a pilóták felelőssége és kötelessége, és nem szabad "legénykedésből" halogatni azt. Történtek katasztrófák annak következményeként, hogy a pilóta nem kérte a szükséges elsőbbséget.
A sürgősségi helyzet (urgency, ejtsd: ördzsönszi) annyit jelent, hogy a gép nem tudja a terv szerinti repülést folytatni, illetve a forgalmi helyzet által követelt várakozási sorrendet betartani, leginkább a leszállás előtti besorolás közben. Ilyen eset például az, ha az üzemanyag fogyóban van, vagy ha a rakomány átadása vagy egy utas megérkezése valamiért keveset sem késhet. A sürgősségi helyzet bejelentése a kényszerhelyzet megelőzéséhez szükséges.
Kényszerhelyzet (distress, ejtsd: disztresz) megállapítására számtalan ok lehet, az irányítást vagy a navigációt akadályozó műszaki hiba, áramellátási hiba, levegőellátási hiba, részleges hajtóműleállás, veszélyes meghibásodás előjelének észlelése, orvosi ellátást követelő rosszullét, valamelyik utas zavarodott vagy veszélyes viselkedése és így tovább. Kényszerhelyzetet kell jelenteni olyan esetben is, ha a repülés folytatható lenne, de az a biztonságos repülés feltételeit előíró szabályok megsértése lenne. Így például egy négymotoros gépen az egyik hajtómű leállása akár a végcél elérését sem akadályozná, de mivel a következményeket kiszámítani nem lehet, a kapitány köteles a legközelebbi megfelelő repülőtéren leszállni.
A kényszerhelyzet bejelentéséhez a rádióelsőbbséget a "penpen" szó háromszori ismétlésével lehet igényelni, majd a pilóta bemondja a gépe azonosítójelét, egyértelműen kijelenti a kényszerhelyzet fennállását, elmondja az okát és a még szükséges információkat. Ezután az irányító szükség esetén kiüríti a géppel való kommunikációhoz a frekvenciát, majd hozzákezdenek a helyzet feldolgozásához. Kifejezetten veszélyhelyzet bejelentésére van elkülönítve a 121,5 MHz-es veszélyhelyzeti frekvencia, amelyet az irányítószolgálatok folyamatosan figyelnek.
A vészhelyzet (emergency, ejtsd: imördzsönszi) azonnali manővert, műveletet követelő állapot, amely során a gép megmentése érdekében alapszabályok is áthághatók, ha ez elkerülhetetlen. Ilyen alapszabály az engedély nélküli magasságváltoztatás szigorú tilalma, de dehermetizálódás, vagyis a gépben fenntartott földi nyomású levegő elszökése esetén az első teendő a gép gyors levitele 3 ezer méter magasságra, amihez akár a bejelentése előtt is hozzá kell kezdeni.
A kényszerhelyzet és a vészhelyzet között az irányító számára nincs lényeges különbség, de a pilóták számára van: kényszerhelyzet az, amikor "gyorsan csináljunk valamit, mert baj lesz", a vészhelyzet pedig az, amikor "baj van". A vészhelyzet bejelentéséhez a pilóta a rádióelsőbbséget és általános figyelmet a "méjdéj" szó háromszori elismétlésével igényli. Az angol May Day kifejezés május elsejét jelenti, de ennek semmi köze sincs a riasztójelzéshez, mert a francia, hasonló kiejtésű venez m'aider, "jöjjenek segíteni" kifejezés az eredete, lásd még: Mayday. Vészhelyzet esetén gyakran nincs idő a rádiókommunikációra, de ha lehetséges, a pilóták a bejelentés után vagy helyett a transzponderen a 7700 kódot állítják be, ez az irányító képernyőjén a gépet kiemelt jelöléssel látja el, és figyelmeztető jelzés megszólaltatását váltja ki.
Különleges, nem sürgősségi helyzet az, amikor egy gépnek meghibásodik az összes kommunikációs rádiókészüléke, például villámcsapás vagy áramkimaradás miatt. A pilóta ilyenkor a transzponderen a 7600 kódot állítja be, arra az esetre, ha az mégis működik. Az első feladat: felhívni a radart figyelő irányító figyelmét a problémára. Ez többféle módon lehetséges, az egyik az, hogy egy háromszög alakú pályára kell állni, amelynek minden oldala egy percnyi repülés hosszúságú, és az eljárást 60 fokos kifordulással kell kezdeni. Közelkörzetben ez a háromszög lerepülhető egy kijelölt holding pont felett is. Másik, esetleg kiegészítő megoldás az emelkedés a függőleges elkülönítés magasságának felével magasabb pályára, ez általában 500 lábat jelent. Mindkét módszer segít csökkenteni a más gépekkel történő ütközés veszélyét. Két háromszög után a gépnek vissza kell térnie az eredeti terv szerinti útra, elsősorban végigrepülni azt a szakaszt, amelyet az irányító az utolsó utasításában már engedélyezett. Útvonalrepülési szakaszban az utat folytatni lehet a terv szerint addig, amíg lehetőség nyílik a következő reptéren való leszállásra, ügyelve arra, hogy a leszállási út egyszerű és kézenfekvő legyen, így az irányító szabad utat tud biztosítani többi gép között, külön egyeztetés nélkül.

## Navigáció

### Égtájak
A gépek repülési irányát és más vízszintes irányszögeket rendszerint a helyi mágneses északhoz viszonyítva adják meg, ahol az északi irány (angol jelzéssel N) a 0°, kelet (E) 90°, dél (S) 180°, nyugat (W) 270°, egészen 359°-ig. Ha repülési irányként használják, akkor a 0° helyett 360°-ot mondanak. A mágneses irányszög (magnetic heading, MH) megállapításához és betartásához a gépeken hagyományos mágneses iránytűt használnak.
A mágneses iránytűt befolyásolják a gépen levő vas alkatrészek és elektromos berendezések, az így létrejövő eltérés a deviáció, amelyet rendszeres kalibrálással állapítanak meg és helyesbítenek. A ferihegyi reptéren erre a célra elkülönített, zavarmentes beállóhely itt található.
A Föld mágneses tengelye viszont nem esik egybe a forgástengellyel, ezért a térképek minden helyre közlik a helyi mágneses észak és a földrajzi észak közötti eltérés, a variáció (más esetekben deklináció) értékét. Ez pozitív, ha a mágneses észak kelet felé (jobbra) tér el a földrajzi, más néven valódi északtól (true heading, TH). Budapesten a variáció 3,2°E, másképp írva +3,2°, vagyis 0°MH = 3,2°TH. Az irányszögek rendszerint a mágneses, a koordináták a földrajzi észak szerint vannak számítva.

### Helyzetmeghatározás
A gép helyzetét és haladását leíró adatok az alábbiak:
- vízszintes koordináták – navigáción leginkább ennek az adatnak a nyomon követését értjük. VFR repülés idején a helyzetünket a tereptárgyak és a térkép összehasonlításával azonosíthatjuk. IFR navigációt vagy a GPS-re alapuló technikával, vagy a földi rádiójeladók hozzánk viszonyított irányával, térkép segítségével végezhetjük. Ha ismerjük két (vagy több) adó pontos irányát, akkor ezek metszéspontja a térképen megadja a helyünket. A rádiónavigációs útvonaltervek ráadásul többnyire adótól adóig tartó szakaszokból állnak, ezért a helyzetmeghatározás nem is igényel bonyolult számításokat.
- magasság – általában barometrikus magasságmérővel állapítjuk meg, egy beállított alapszinthez képest. Egy repülőtér körzetében ez a közepes tengerszint, és a pilóta az aktuális helyzethez igazodva, a rádión kapott légnyomást állítja be a magasságmérőn. Nagyobb magasságokon a légnyomást egységesen a standard 1013,25 hPa értékre állítják be, és innentől repülési szint (flight level, FL) a magasság mértékegysége, FL120 = 12 000 láb. Kis magasságon radarhullámú magasságmérő is használható, de ezt az adatot a domborzat és az épületek zavaróan változékonnyá teszik, így főleg a besiklást ellenőrzik vele.
- vízszintes sebesség – általánosságban egy Prandtl-csővel a levegőhöz viszonyított sebességet mérhetjük, amelynek a megállapítását megnehezíti, hogy a levegő sűrűsége a páratartalomtól, a magasságtól és a külső hőmérséklettől is függ. A talajhoz viszonyított sebességet a szélirány és szélsebesség ismeretében lehet kalkulálni, ezeket az adatokat a legfrissebb meteorológiai jelentésekből (VOLMET) lehet megtudni. A műszer által jelzett sebességérték jele IAS (indicated airspeed) vagy KIAS (knots ...), ez alatt a már nyomáskalibrált érték értendő. A magassággal és hőmérséklettel korrigált valódi légsebesség a TAS (true air speed). A szél ismeretében számítható ki a GS (ground speed), a földhöz viszonyított sebesség.

A sebesség mérése lehetséges a rádiónavigációs eszközökkel is. A DME által jelzett érték az adó irányszögével kombinálva már pontos közelítést ad, és az adók és jelentőpontok közötti útszakaszok hossza is látható a térképeken, az elérésükhöz szükséges idő mérése szintén sebességmérést tesz lehetővé. Ezt a legkorszerűbb fedélzeti navigációs számítógépek automatikusan elvégzik, és az útvonalképernyőn a GS értéke leolvasható.
- függőleges sebesség – emelkedéskor vagy süllyedéskor ismerni és határokon belül kell tartani ezt is. A műszerfalon levő variométer (kis késéssel) közvetlenül mutatja, de a magasság változásából ki is mérhető. A robotpilótákon (FCU) a magasságváltás sebessége is beállítható. Meghajtás nélküli gép esetében a függőleges sebesség a siklószám egyik meghatározója.
- orrirányszög – a gép hossztengelyének (függőleges vetületben vett) szöge az északi irányhoz képest, kelet felé növekedő értékkel, 0-tól 359-ig. Általában a mágneses északot kell nulla iránynak tekinteni.
- haladási irány – az orrirányszöghöz hasonló adat, de a kettő ritkán azonos, mivel a szél eltérítő hatása hozzátevődik a gép tengelyirányú valódi légsebességéhez (TAS).[18] A haladási irány a GS sebesség iránya, lásd fent.

Orrmeredekség, állásszög, elfordulás, dőlés – ezek a gép pillanatnyi helyzetének jellemzői, amelyek alapvető hatással vannak a repülési tulajdonságokra, de ezek már nem tekintendők a navigáció alapadatainak.

### Transzponder

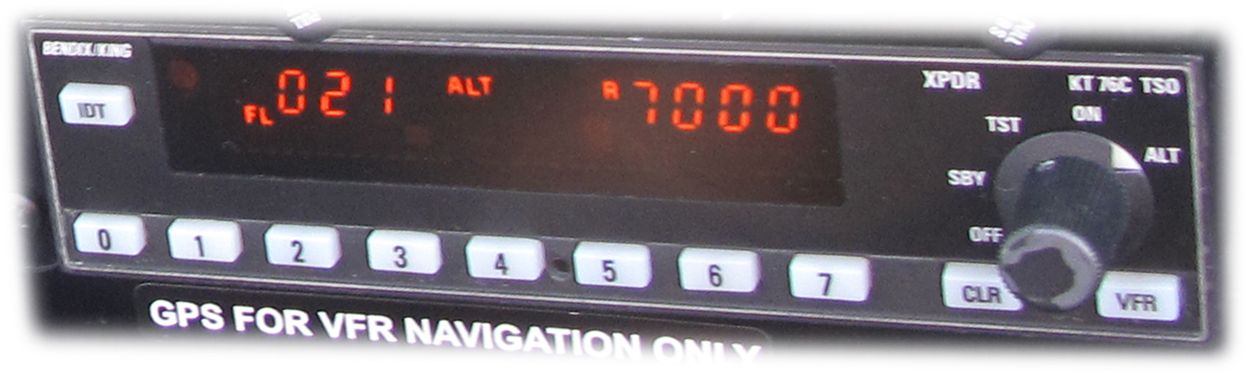
A beállított kód 7000, és a készülék az aktuális magasságot is (FL021) is sugározza

A légiforgalmi irányítószolgálat radarral figyeli a légtérben levő gépek helyzetét, de a repülőgép kiegészítő információkat is tud emellé szolgáltatni. A transzponder (néha használt másik elnevezése SSR, Secondary Surveillance Radar) egy a repülőgépen levő elektronikus eszköz, amely segíti az irányítókat a gép azonosításában. Az elve az, hogy amikor a földi radar körbepásztázó sugara a repülőgépet éri, akkor a transzponder kibocsát egy rövid jelsorozatot, amelyet a földi radar a visszavert hullámokkal együtt érzékel. A transzponder jelei között a legfontosabb a négy darab 0 és 7 közötti számjegyből álló kód, szakszóval squawk (ejtsd: szkvók), ezt a pilóta állítja be a készüléken. Az indulás előtt az irányító adja ki ezt az ideiglenes azonosítószámot, és a számítógépes rendszerük nyilvántartja, hogy ez a szám most éppen milyen típusú, nevű, úticélú géphez tartozik. Így ahol a gép jele megjelenik a radarképernyőkön, ott a számítógép mindig melléteheti a gép adatait is, a radartól kapott, a transzponder által sugárzott egyedi kód alapján kikeresve.

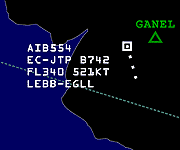
A gép járatszáma, lajstromjele és géptípusa, magassága és sebessége, valamint úticélja az irányító képernyőjén

A transzponder rendszerint más adatot is közöl az irányítószolgálattal, mindenekelőtt a gép magasságát. Így a radaron az irányító ezt is láthatja. Sajnos a megoldás súlyos hiányossága, hogy a irányító is a gép műszerei által mért magasságot látja, nem a valódit. Így amikor a gép magasságmérőivel valami baj van, akkor hiába kér információt az irányítótól, az is csak a gép hibás műszerének értékét tudja megadni, történt halálos baleset is ilyen okból. A radar csak vízszintes irányban méri a gép irányát és távolságát. Ha azt várjuk tőle, hogy a gép magasságát is megállapítsa, akkor egyidejűleg a függőleges irányszöget is mérnie kell, méghozzá nagyon pontosan, ezért az ilyen ún. 3D radar nagyon drága, és nagyon kevés helyen van használatban.
Néhány transzponderkód különleges jelentéssel le van foglalva, pl. 1200 az ellenőrizetlen légtérben repülő kisgép alapértelmezés szerinti azonosítója az USA-ban, Európában ugyanez 7000; a pilóta 7600 beállításával jelöli, ha a rádióberendezése elromlott, 7500 a gépeltérítés, 7700 a vészhelyzet jele.
A gépek transzponderei által sugárzott jelek megfelelő eszközökkel mások által is vehetők, és így erre támaszkodó honlapokon figyelemmel lehet kísérni egyes légterek forgalmát.

### Fix, jelentőpont, navigációs pont
Az útvonalrepülés vagy a szabványeljárások során érinteni kell a terep, a légtér egy-egy meghatározott pontját, amelyet a térképek vagy az utasítások pontosan megadnak. Ezeket a pontokat hívják fixnek vagy navigációs pontnak. A megadás történhet vizuális támpontok segítségével, például fixet rendelhetünk egy templomhoz, folyó torkolatához, jól látható útkereszteződéshez. Rádiónavigációs adatokkal is megadható egy fix, például egy rádiójeladótól mért irány és távolság, vagy két adótól mért irány metszéspontja révén. Ezeket ma már kiegészítették csakis földrajzi koordinátáikkal definiált fixekkel is, amelyeket GPS-navigációs eszközzel tudunk megtalálni. Az összes felsorolt adat felülnézetből, síkban, a felszínen adja meg a pontot, és az érintéséhez felette kell elrepülni, külön megadott magasságban.
Minden felsorolt pontból úgy lehet navigációs fixet létrehozni, hogy valamilyen nevet kap, és szövegben vagy rajzban rögzítik a meghatározásához, megtalálásához szükséges adatokat. A névadás konvenciói szerint jelentőpontoknak öt, VOR és NDB adóknak három, a leszállósávba telepített jeladóknak és ILS markereknek két vagy egy betűből álló nevet adnak, a másodrendű RNAV-fixeket pedig betű-számkombinációval azonosítják. A nevek az aktuális és az azt körülvevő szektorokon belül teljesen egyediek, kellően különböznek egymástól. Gyakran vannak valamilyen észrevehető kapcsolatban hozzájuk közeli földrajzi nevekkel is, például a TPS nevű VOR adó Tápiósápnál van, a PUSTA pont Pusztaszabolcsnál, de ez nem feltétele a névadásnak, fontosabb, hogy az ötbetűs nevek valamennyire megjegyezhetők és kimondhatók is legyenek.
A fixek egy részén útvonalak, irányegyenesek haladnak át, az ilyen pontokat jelentőpontnak hívják, de használatos az interszekció (intersection) név is. Körzetek határán levő jelentőpontokat be- vagy kilépőpontnak is neveznek, a használatának jellege szerint. A kötelező jelentőpont átrepülésekor akkor is jelentenünk kell a pont elérését a légiforgalmi irányítónak, ha azt ő nem írta elő külön az utasításában.
A fixeket és azok nevét minden térképgyártó egységesen az adott körzet irányításáért felelős szolgáltatótól kapja meg, és a navigációs számítógépek adatbázisai is ezeket tartalmazzák, így tehát egy útvonalat teljesen egyértelműen lehet leírni és beprogramozni a fixek neveinek felsorolásával.

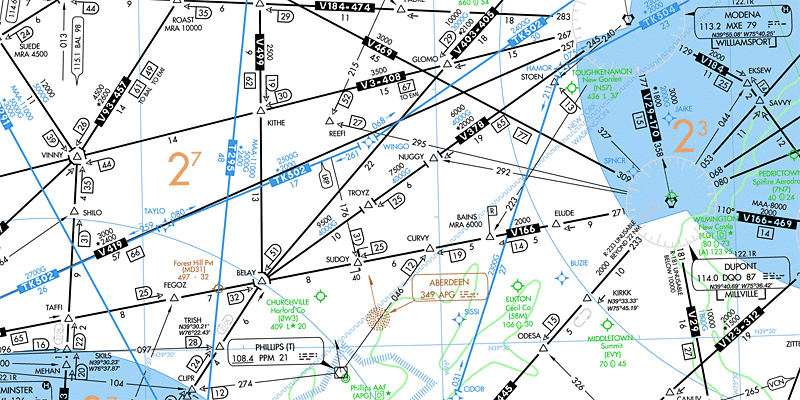
A képen egy IFR repüléshez való útvonaltérkép egy részlete látható, rajta tipikus térképelemekkel. Három VOR adó: PPM (PHILLIPS) VOR-NDB, DQO (DUPONT) és MXE (MODENA) VOR-TACAN. Egy NDB adó: APG (ABERDEEN).
A jelentőpontok fekete háromszöggel vannak jelölve (pl. VINNY, KITHE, FEGOZ), mindegyik VOR adók radiáljaival meghatározva. A kék csillagok RNAV-fixek (pl. TAYLO, WINGO, BUZIE), a koordinátáikat a navigációs számítógépek ismerik. A VOR-fixekkel meghatározott útvonalak feketék (pl. V419, V3-408, V166), az RNAV-útvonalak kék színűek (pl. T295, TK502). Mellettük látható az irányuk, a megengedett legnagyobb magasságuk (csak a tervezéshez), és az útszakaszok hossza mérföldben. A kis szürke oválisok a mellettük levő jelentőponthoz rendelt holdingok, mindhárom jobbkezes. A kék mezők nagy repterekhez tartozó közelkörzetek részei, kis zöld körökkel vannak jelölve a kis repülőterek (pl. Churchville, Elkton; a V166 uton levő barna kör a Forest Hill-i magánrepülőtér. A nagy barna számok az utasítás nélkül át nem léphető legkisebb biztonságos magasságok: 2700 és 2300 láb a tengerszint felett.

### Minimális biztonságos magasság

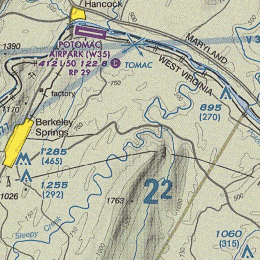
A jelölés (2^{2}) szerint itt a megengedett legkisebb magasság a tengerszint feletti 2200 láb. Így az 1763 lábas hegycsúcs is "vakon" elkerülhető.

A kisebb sport- és magánrepülőgépek gyakran utaznak a légtér alsó részében, vagy azért, mert nem tudnak 15-20 ezer lábra emelkedni, vagy mert a rövid út miatt ez nem is lenne gazdaságos. Ezeken a gépeken a pilótának már oda kell figyelnie arra is, hogy a domborzat változása esetén a repülési magasságát is szükség szerint változtassa, illetve vannak területek, amelyek felett átrepülni valamilyen okból csak egy bizonyos magasság felett szabad. Azért, hogy ezeket az adatokat ne a pilótának kelljen összegyűjtenie – mivel ez magában hordozná a tévedés tragikus lehetőségét is –, nagyobb területekre, szektorokra egységesen határozzák meg a minimális biztonságos magasságot (minimum safety altitude, MSA). Ha a gép az adott szektorban nem süllyed ez alá, akkor garantáltan elrepül a szektor legmagasabb tereppontja vagy akadálya felett is, biztonságos magasságban, anélkül, hogy a pilóta pontosan tudná, hogy mik ezek az akadályok, sőt akkor is, ha nem is látja a földfelszínt.

### „Jeppesen”
A Jeppesen Sanderson, Inc. a leghíresebb a repülési térképeket kiadó cégek között, olyannyira, hogy maga a név a szóhasználatban egybeolvadt a navigációs térképlapok fogalmával (ejtsd: dzsepezen). Az alapító Elrey Borge Jeppesen volt, aki az 1930-as évek elején postagépeket vezetett az USA-ban, és magának feljegyzéseket készített a navigációs pontokról, akadályokról, repterekről. Kollégái kölcsönkérték ezeket a jegyzeteket, és ennek ötletére alapította meg a cégét 1934-ben, más légitársaságok ellátására. A Jeppesen-csomag legjellegzetesebb részét képezik azok a 14×22 cm-es, szabványos térképlapok, amelyek körültekintően részletezik a repülőterek és körzetek irányítószolgálatai által előírt útvonalakat, szabványeljárásokat, navigációs adatokat. Itt látható Archiválva 2021. május 13-i dátummal a Wayback Machine-ben egy 2008. januárjában érvényes csomag a milánói Malpensa repülőtérhez.
A térképlapokat a cég folyamatosan frissíti, a pilóták indulás előtt naprakészen összeállított csomagokat vehetnek magukhoz a tervezett útvonalról, valamint a lehetséges kitérő repterekről is. Hasonló térképcsomagokat a nagy légitársaságok saját maguk is gyártanak a pilótáik számára. A papírtérképek akkor is a felszerelés kötelező részei, ha a térképadatokat a fedélzeti számítógép is tárolja.

## Vizuális navigáció
Ellenőrizetlen légtérben, illetve amikor a légiforgalmi irányító erre utasít, vizuális navigációval kell haladni, bár a tájékozódáshoz megengedett a rádiónavigációs eszközök használata is. Az erre szokásos rövidítés VFR (visual flight rules, am. "látvarepülési" szabályok). Ebben a helyzetben a gépek pilótái a felelősek azért, hogy a forgalomba beilleszkedjenek, és biztonságos távolságot tartsanak a többi géptől. A vizuális navigációhoz a domborzatot és a tereptárgyakat, akadályokat feltüntető térképet használnak, továbbá a reptér személyzete által elhelyezett látható jelzéseket követik. A VFR szerinti leszálláshoz általában a forgalmi körön való megközelítést kell követni.

### Feltételek
VFR repülés általánosságban csak ún. navigációs pirkadat és navigációs szürkület között engedélyezett, meghatározott vízszintes és függőleges látótávolságok megléte esetén. Ezeket az időjárási minimumokat külön rendeletek szabályozzák. Az időjárási korlátokat szorosabb szabályok is felülbírálhatják, így például a pilóta licence (PPL, private pilot license, szakszolgálati engedély), azaz vizsgákon megszerzett és időszakonként ellenőrzött jogosítványa tartalmazza azt is, hogy neki milyen feltételek mellett engedélyezett a látvarepülés és a leszállás. Szintén függ a VFR lehetősége a repülőgép és a repülőtér felszereltségétől.
Az általános VFR szabályoktól eltérő helyzetekben, tehát sötétedés után, zárt felhőzet fölött, felhőben, esetleg ködben való repüléshez külön eseti engedély szükséges.
VFR útvonalrepülés esetén a pilótának részletes útvonaltervet kell készítenie, és annak kivonatát előre benyújtania a felügyelő szolgálathoz, vagyis a látvarepülés nem szabad kalandozást jelent.
A látvarepülést szolgálják a gépeken levő navigációs fények is, mivel a pilótáknak műszerek nélkül, szabad szemmel kell észrevenniük a közelben levő többi gépet. Ez a bal szárnyvégen egy piros, a jobb szárnyvégen egy zöld, a farok végén pedig egy fehér színű lámpa. Ez még fényes nappal, műszeres repülés esetén és a legnagyobb utasszállítógépek számára is kötelező. A láthatóságot növeli a gépeken működő villanófényes vagy villogó fehér lámpa is. A megközelítés és besiklás közben bekapcsolt reflektorok nappal is 10-15 kilométerről látszanak.
Itt említhetők meg a narancsvörös színű, kockás mintázatú akadályfestés, a vörös akadályjelző lámpák, és az elektromos magasvezetétekeken, hosszabb kábeleken elhelyezett jelzőgömbök is.

### Leszállójel
A vizuális navigációval közlekedő gépek sokszor használnak olyan kis füves reptereket vagy leszállóhelyeket, amelyeknek nincs állandó futópályája sem. Az ilyen repülőtereken ki kell jelölni a használt le- és felszállási irányt és a leszállásra alkalmas területet, úgy, hogy a rádió nélküli gépek számára is egyértelmű legyen. Ezeken a helyeken a repülésvezető vagy a repülőtér üzemeltetője a földre fektetett, T betűt formázó jellel határozza meg a pálya aktuális irányát. A jelzés valamilyen elütő színű (gyakran fehér) ponyvából készül, amelyet a szélén földbe szúrt cövekekkel lehet rögzíteni. Ennek az az előnye, hogy szükség esetén gyorsan fel lehet szedni, áthelyezni, behajtani, átalakítani. A két nagy ponyva, valamint egy harmadik hasonló darab különféle elhelyezésével ugyanis a levegőben levő, esetleg már a leszálláshoz készülő gépek pilótáival lehet fontos információt közölni, amelyre rakétapisztollyal lehet a figyelmét felhívni. Sötétedés után a jel lámpákkal megvilágítható.
Egyéb jelzés hiányában a leszállás kötelezően a T-től jobbra levő területen történik, a betű szárának irányából, ahogy a képen a nyíl is mutatja. A T előtt 30-50 méterrel egy ugyanilyen ponyvából egy küszöbjelzést is lefektetnek, és a kerékletételt a két jel vonala közé kell tervezni. A felszállásra kész gép pedig a T jelig gurul, és ott várja meg az indító jelzést.

1) leszállás a jel bal oldalán; 2) leszállási tilalom; 3) általános leszállási parancs; 4) bal futó sérült; 5) jobb futó sérült; 6) farokfutó sérült; 7) orrfutó sérült; 8) futók behúzva

### Földi fényberendezések
A sötétedés után használt leszállópályákon többféle fényjelzésnek is működnie kell. Először is magát a repülőteret távolabbról észrevehetővé tevő, váltakozó zöld-fehér fényű lámpát kell a reptér legmagasabb épületén, szükség esetén egy magas oszlopon elhelyezni. Egy kis repülőteret egy elhagyott, esetleg egy erdős területen egyáltalán nem könnyű a sötétben megtalálni.
Kis repülőtereknél és ideiglenes leszállóhelyeken a leszállójelet is meg kell világítani, a leszállópálya határait, mindenekelőtt a pályaküszöböt pedig legalább néhány ponton meg kell jelölni. Nem szükséges ehhez elektromos világítás, kis jelzőfáklyák is megfelelhetnek.
Nagyobb, állandó repterek szilárd burkolatú futópályáján már állandó szegélyvilágítás van, a küszöbfények pedig a zöldről vagy fehérről vörösre is válhatók leszállási tilalom esetén. Külön fehér világítást kaphat a pálya középvonala is, és messziről láthatóan kell megjelölni a pálya végét is. A nagy reptereken a pályafények több fényerőfokozatban is működtethetők, így nagy teljesítményre kapcsolva ez ködös időben is lehetővé teszi a biztonságos megközelítést, lejjebb szállítja az elhatározási magasságot. A gurulóutak külön, kék színű szegélyvilágítást kapnak, amelyek látótávolságát és láthatósági irányát külön megtervezik, törekedve arra, hogy a sokféle világítás ne legyen áttekinthetetlen.

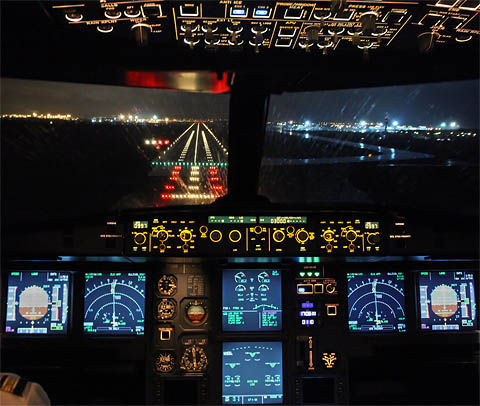
Fehér szegélyfény és középvonal, fehér fénysorok a kerékletételi zónában, zöld küszöbfény, a távolban vörös zárófény, a küszöb előtt az ALSF-2 bevezető fények utolsó szakasza, balra a PAPI négy lámpája. A magasság kb. 50 méter, az orr kissé emelt helyzetben, kilebegtetésre készen.

Nagy méretű, váratlan manőverezésre kevésbé képes gépek fogadására alkalmas reptereken messziról jól láthatóvá teszik a leszállósáv középvonalát, azaz a pályáig vezető utolsó útszakaszt. Többféle szabványos elrendezés létezik fehér és vörös fényű lámpákból, esetleg a pálya felé futó fénnyel kiegészítve. Ilyen megközelítési fényrendszerek az ODALS, MALS, MALSR, SSAL, SSALR, ALSF-1/2, ezek között csak alaki, mennyiségi különbség van. A rendszerhez tartozó lámpákat kis oszlopokra szerelik, mert így a fű vagy hó nem tudja azokat eltakarni, valamint így pontosan egy szintbe lehet hozni a világítótesteket, különböző szögekből is egyformán szabályos látványt elérve.
Kifejezetten a siklópálya megtartását segítő, nagyon hatékony fényrendszerek is használatban vannak, ezeket a műszeres navigációt, esetleg ILS-t használó gépek pilótái is figyelik. A VASI (Visual Approach Slope Indicator), T-VASI, PAPI (Precision Approach Path Indicator) rendszerek közös lényege az, hogy közvetlenül a futópálya mellett, baloldalt vagy mindkét oldalon olyan lámpákat helyeznek el, amelyek fehér vagy vörös fénnyel világítanak egy-egy pontosan beszabályozott szögben. Az eredmény az, hogy a pilóta minden lámpát csak egy bizonyos magasságban lát, és ha többségbe kerülnek a vörös fények, akkor túl alacsonyan, ha pedig a fehér fények száma lesz nagyobb, túl magasan érkezik a kitűzött siklópályához képest. Vannak olyan rendszerek, amelyekben a látható fények más-más alakzatban láthatók a különféle besiklási helyzetekben, például az APAP (Approach Path Alignment Panels) három táblája.

## Műszeres navigáció
A műszeres navigáción azt a repülési technikát kell érteni, amikor a pilóta a helyzetét és a követendő irányt nem szabad szemmel, a tereppontokat vagy fényeket figyelve állapítja meg, hanem valamilyen műszerrel, technikai segédeszközzel. A műszeres repülés szabályai (IFR, Instrument Flight Rules) megengedhetik akár 150 méteres vízszintes látástávolság esetén is a repülést, ha annak a technikai feltételei és a pilóta felkészültségére vonatkozó feltételek teljesülnek. Régies kifejezéssel hívják ezt vakrepülésnek is, de a szó félrevezető, mert a pilóta nem vakon, hanem a navigációs műszerei alapján pontosan tájékozódva repül.
A műszeres navigáció fajtái:
- rádiónavigáció – rádióadók által ultrarövid- és középhullámú tartományban sugárzott speciális irányjelek vételére és felhasználására kidolgozott műszerekkel történik, lásd VOR, DME, NDB, ILS. A GPS-navigáció elterjedése ellenére a rendszer ma is teljes szolgáltatással üzemel, és műszeres navigáción általában ezt értjük.
- inerciális navigáció – elsősorban a rádiójeladókkal le nem fedhető, radarral nem követhető területek, például az óceánok fölött, illetve a mágneses és földrajzi sarkpontok közelében repülve használják ma is, mert a GPS pontossága a 70 fokos szélességi körökön túl csökken. Ez az eszköz giroszkópok segítségével érzékeli a gép síkban vett elfordulását, amit a repülési sebességgel kombinálva automatizáltan követhető a megtett útvonal. Ezeken a területeken a gép egész fokokra megadott földrajzi pontokon át vezető, részletes útvonalengedélyt kap. Amikor a gép rádiónavigációt is lehetővé tevő területhez ér, a helyzetét az alapján pontosítja, és úgy lép be az ellenőrzött légtérbe.
- GPS-navigáció – a GPS rendszer révén meghatározható pontos földrajzi koordinátákra alapuló, digitális navigációs berendezéseket igényelő technika. Az ilyen eszközök egy része az adatokat a rádiónavigációs műszereknél megszokott formához igazodva jelzi, a bonyolultabb, útvonalkövető számítógépes eszközök pedig képernyőn, felülnézeti ábrákon mutatják a helyet és irányt. A GPS alapú navigációs szabványeljárások közül jelenleg az RNAV rendszer látszik a legelterjedtebbnek.

### Alapműszerek

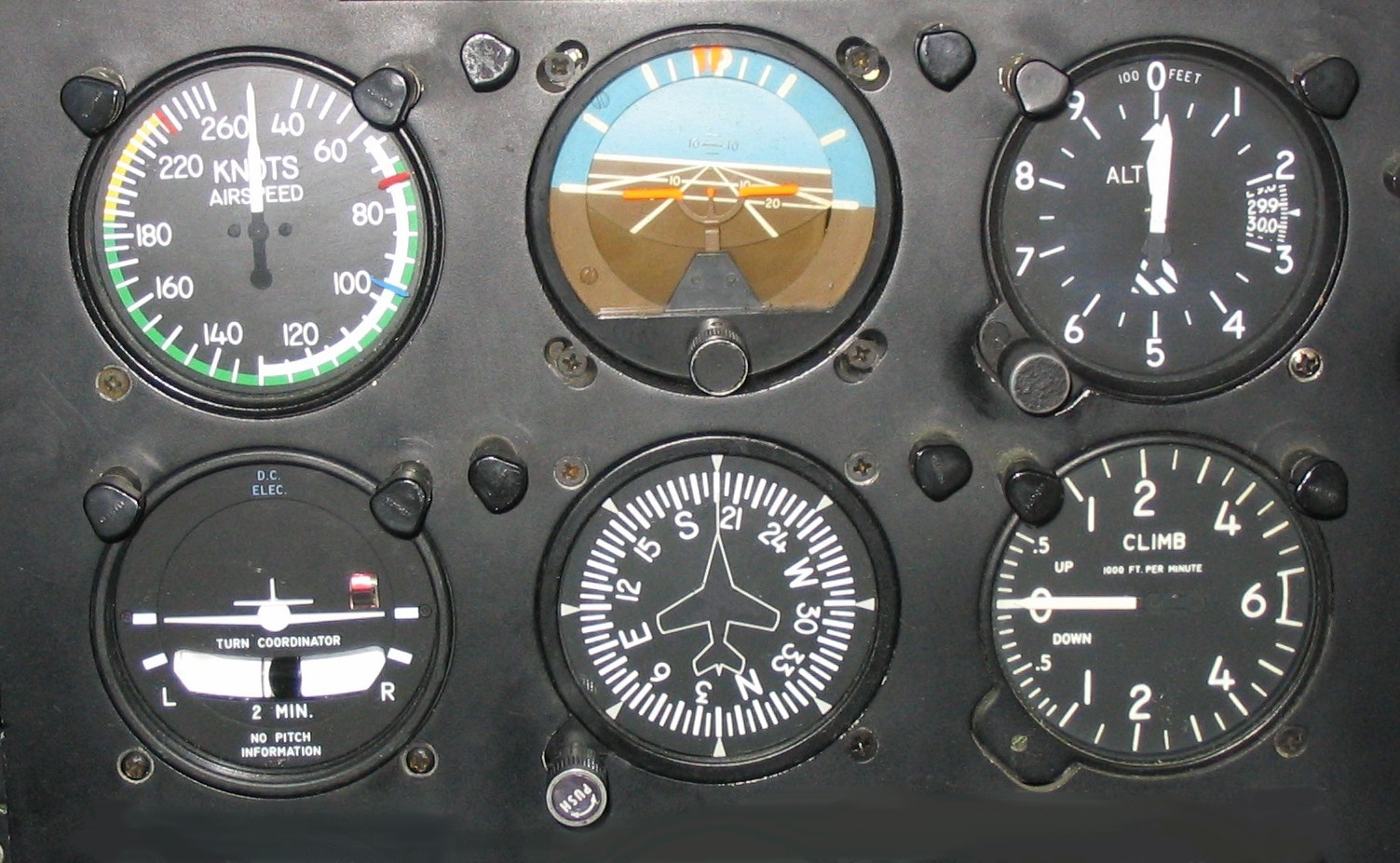
A hat klasszikus alapműszer

A repülőgépek hagyományos típusú műszerfalán mindig ott található hat alapvető fontosságú műszer. Ezek – egy időmérő órával kiegészítve – még vaksötétben is elegendőek lehetnek egy gyakorlott pilóta számára egy térképen kijelölhető útvonal közelítő pontosságú követéséhez, néhány látható tájékozódási pont segítségével pedig a pontosság kielégítővé növelhető. A felső sorban, balról jobbra haladva ezek a műszerek szokás szerint a következők:
- sebességmérő (air speed indicator) – a gépnek a levegőhöz viszonyított sebességét (IAS) jelzi, a törzs külső részén vagy a szárnyon levő Pitot-cső (Prandtl-cső) mérése szerint
- műhorizont (attitude indicator) – az ég (kék) és föld (barna) határának, a horizontnak a helyzetét és a gép orrmeredekségét mutatja, esetleg néhány más kiegészítő adattal
- magasságmérő (altimeter) – a külső légnyomás alapján megállapított magasságot mutatja egy kiválasztott alapszinthez viszonyítva; a referencialégnyomás a műszeren beállítandó, itt éppen 29,94 higanyhüvelyk
- fordulásjelző (turn coordinator) – a hossztengely elfordulását és a nehézkedés irányát jelzi, a koordinált fordulóhoz szükséges
- pörgettyűs irányjelző (heading indicator) – a gép hossztengelyének vízszintes irányát jelzi a mágneses északhoz képest; összetettebb változata a HSI

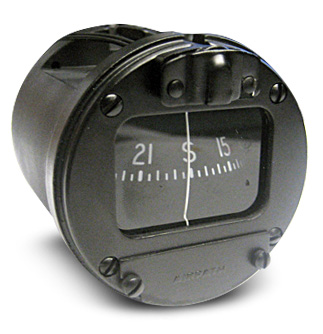
Mágneses iránytű

- variométer (vertical speed indicator, VSI) – a magasságváltozás sebességét jelzi felfelé és lefelé mutató irányban, 100 láb/perc, esetleg 1000 láb/perc értékben kifejezve.

Kezdő pilóták tipikus hibája, hogy a tekintetükkel nem pásztázzák a műszereket a tanított módon, hanem egy művelet során leragadnak az azt mutató műszernél. Így például egy fordulóban észrevétlenül maradhat a sebesség csökkenése, vagy a magasságváltáskor a tengelyirány lassú elfordulása. Erre való emlékeztetésül is kapta ez a műszeregyüttes azt a becenevet, hogy "a szent hatos".

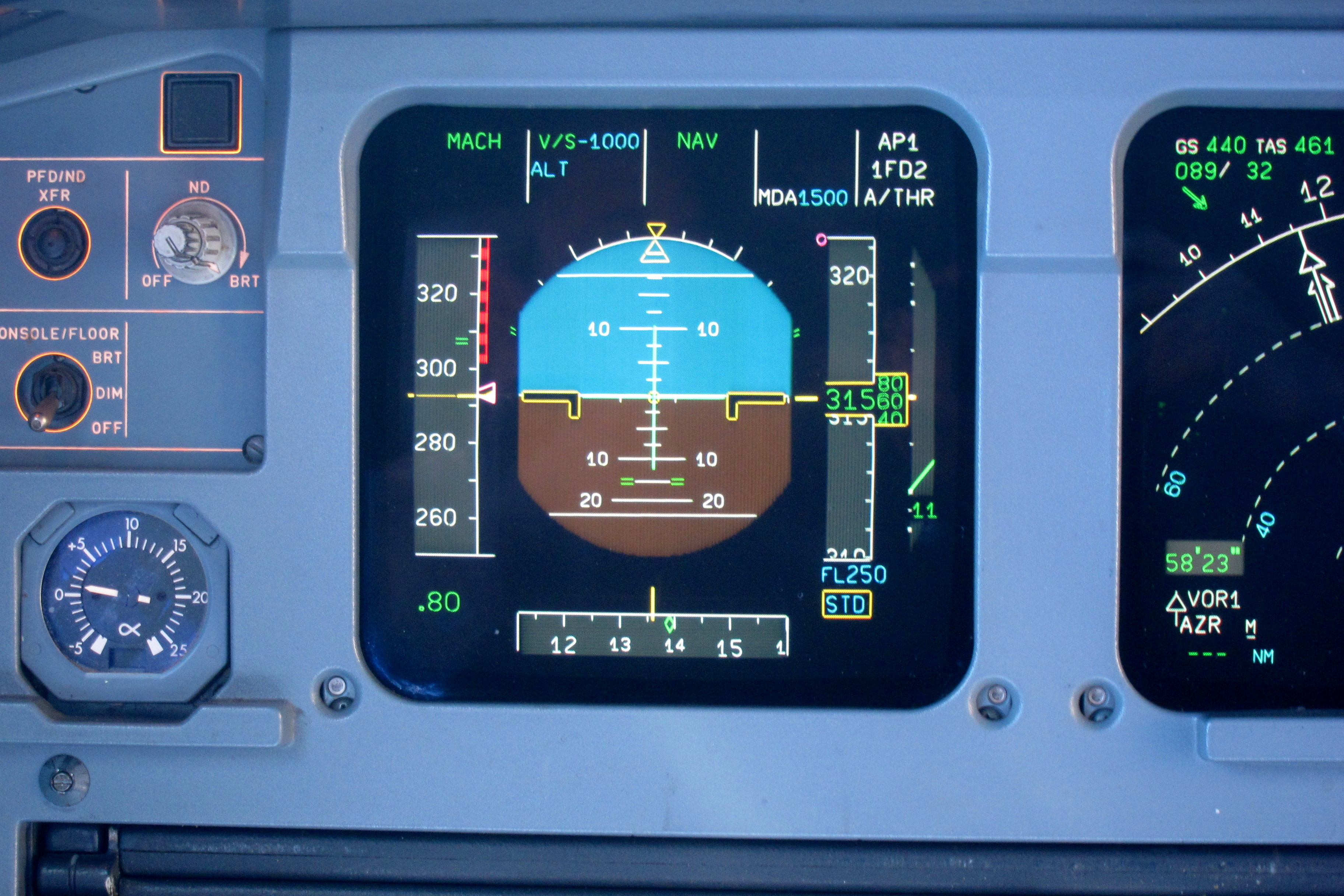
Az éppen ereszkedő Airbus A320 fő kijelzőjén minden alapadat együtt látható

A hetedik, mindmáig minden egyes repülőgépen ott levő műszer a mágneses iránytű. Valójában nem szokás sokat használni, mert a pilóta vezetéskor a jobban használható pörgettyűs (giroszkópos) irányjelzőt figyeli helyette, ám az pár órányi folyamatos működés után kezd kicsit elhangolódni. Ráadásul amikor a gépet elhagyják és lezárják, minden elektromos fogyasztót lekapcsolnak, így az elektromos hajtású giroszkópok is leállnak. Ezért az indulás előtt, de szükség szerint útközben is a pörgettyűs iránytűt a mágneses iránytűhöz igazítják. A navigáció során majdnem minden irányadatot a mágneses északhoz viszonyítva használnak.
A modern, képernyős felépítésű műszerfalakon a műhorizont képét a hagyományoshoz hasonlító formában szokás megjeleníteni, a pilóta látóterének centrumában, és ugyanerre a képernyőre (Primary Flight Display, PFD, elsődleges repülési kijelző) teszik fel az összes többi helyzetadatot is, a hagyományostól már eltérő módon ábrázolva, a gyors tájékozódást segítő jelekkel kiegészítve.
A műhorizont folyamatos szemmel tartása a pilóta egyik leginkább bevésett szokása, mert ha a valódi horizont nem látható, az emberben könnyen alakul ki téves érzet a vízszintes helyzetről, ez a koordinált fordulókkal is együtt jár. Sőt, képzett harci pilótákon is számos alkalommal uralkodott el az a végzetesnek bizonyult érzés is, hogy a műhorizont jelzése a téves, nyilván csak meghibásodott. A műszeres repülés alapkövetelménye a műszerekben való bizalom.

### VOR, VORTAC, CDI

A VOR egy rádiónavigációs berendezés, a név jelentése VHF Omnidirectional Radio Range, azaz VHF tartományú "mindenirányú" rádióterület. A kifejezés arra utal, hogy egy ultrarövidhullámon működő, minden irányból fogható rádiójeladóról van szó, amely a földfelszíni telepítésű útvonalnavigációs eszközök legfejlettebb típusa, csak a GPS nyújt nagyobb helyzetmeghatározási pontosságot. A VOR az 1960-as évek óta használt, megbízható technika, még a GPS-navigációs rendszerrel felszerelt gépeken is ott van a használatához szükséges berendezés.

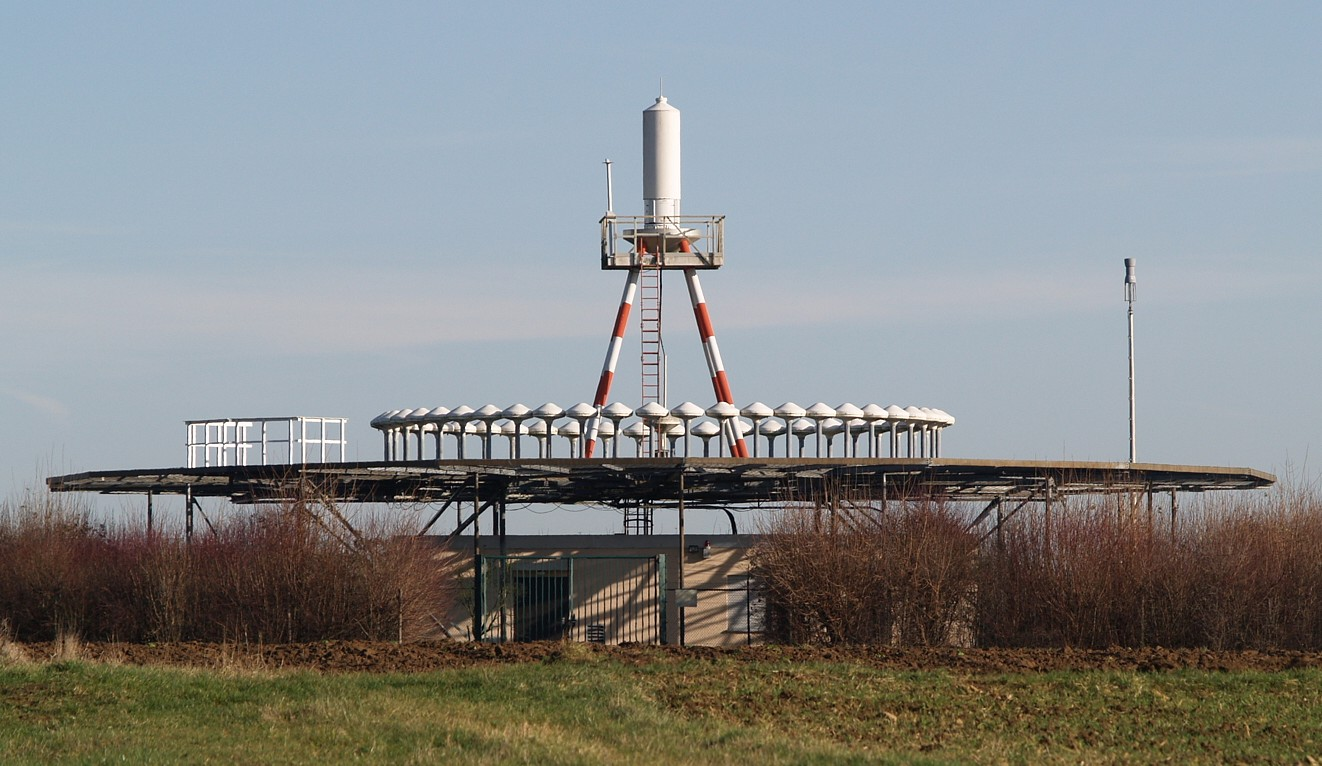
Doppler VOR adó, a közepén egy TACAN adó tornyával

A jeladó működésének elvi lényege az, hogy egy szűken irányított rádiónyaláb másodpercenként 30-szor körbepásztáz. Ezt nem egy forgó antennával oldják meg, hanem két körsugárzó, rögzített rúdantenna hullámfázisainak elforduló összehangolásával. Minden alkalommal, amikor a nyaláb az északi iránynál tart, az adó kiad egy második, minden irányból vehető jelet. E szinkronizáló jel és a nyaláb érzékelése közötti időkülönbség megadja azt, hogy az adótól mérve hány fokos irányban vagyunk. A VOR adók északi iránya mindig a helyi mágneses északkal azonos. A VOR modernebb, ma használt változata a DVOR, a Doppler VOR, ebben 48 kis antenna van egy központi elem körül, és a rádióhullámok Doppler-jelenség szerinti eltolódását használja az elforduló fázissal kiadott jelek nyalábként való vehetőségéhez.
Az adótól gondolatban 360 darab sugárirányú vonal indul ki, ezek a radiálok, és az irányszögükkel azonosítjuk őket. Például a 090-es radiál az a vonal, amely az adótól indulva pontosan keleti irányba (90°) tart. Kiszámítható, hogy az adótól 5 mérföld távolságban a helymeghatározás bizonytalansága legfeljebb 160 m, vagyis jól használható, de nem a precíziós navigáció kategóriájába eső eszköz. Az adók hatótávolsága a gyakorlatban 80-120 mérföld, ez a terepviszonyoktól és a terület rádiószennyezésétől is függ.

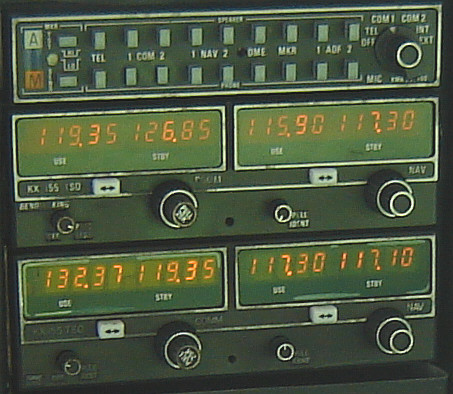
Két kommunikációs rádió (balra), két NAV vevő (jobbra), és egy hangkeverő a fejhallgatókhoz (fent)

Az adókat egymástól eltérő frekvenciákon működtetik, az erre használható tartomány határai 108,0 és 117,95 MHz. A 108,0–111,95 MHz tartományt általában az ILS adók localizer komponense részére tartják fenn, de erről a helyi repülésügyi és frekvenciagazdálkodási hatóságok döntenek. Mivel az adók URH tartományban működnek, a repülőgépnek "látnia" kell az adót, takarás nélkül. Magyarországon kilenc VOR adó van: BEKES (BKS), BUGAC (BUG), GYOR (GYR), MONOR (MNR), NYIREGYHAZA (NYR), PUSZTASZABOLCS (PTB), SAGVAR (SVR), SAJOHIDVEG (SAG), TAPIOSAP (TPS). Természetesen a határainkon túl levő adók (pl. SOLLENAU, BARNA, ARAD, KOSICE) jelei a magyar légtérben is használhatók.
Az adók rádióhullámaiba belekevernek egy kiegészítő jelzést is, amely morzejelekkel adja az adó saját – általában három betűs – azonosítóját. Ennek köszönhetően ha a pilóta egy VOR adóra hangolja a készülékét, a morzejelek révén meggyőződhet arról, hogy a megfelelő adót veszi. Szintén a VOR adót használják a kommunikációs rádióadás sugárzására is, ennek a frekvenciatartománya 118,0 és 135,95 MHz közötti.
A repülőgépeken két NAV vevőkészülék van két VOR jelzés egyidejű vételére, mivel két radiál ismeretében már meghatározható a gép helyzete. A két vevő bármelyike ILS jeladó frekvenciájára is beállítható.
A hasonló jellegű, de nagyobb pontosságú és hatótávolságú TACAN (Tactical Air Navigation System) rádiójeladókat a katonai repülőgépek használják. Ezeket gyakran egybeépítik VOR adókkal, amelyeket így VORTAC nevet kapnak. A VOR adókhoz sokszor egy DME jeladót is telepítenek, ilyenkor az VOR-DME adóvá válik.
A VOR jeleinek vételére és megjelenítésre használt fedélzeti műszer a course deviation indicator (CDI), vagyis irányeltérés-jelző, amely a NAV vevőkészüléktől kapja a jeleket. Számos változata van, de a lényegük megegyezik: beállítunk egy radiált, és látjuk az ahhoz viszonyított elhelyezkedésünket. A radiál, amelyet egy OBS (omni-bearing selector) jelű gomb forgatásával lehet beállítani, megjelenhet számmal kiírva, vagy egy elforduló, kör alakú skálán megjelölve is. A műszer egy mutatóval jelzi az eltérést a radiálhoz képest, a mutatóhoz tartozó skálán rendszerint egy osztásköz 2 fok eltérést mutat. Látunk továbbá a műszeren egy TO vagy FR állású kis jelzést is, amely azt a fontos információt közvetíti, hogy az adónak melyik oldalán vagyunk.
Amikor a műszeren a TO (angolul -hoz, felé) jelzés látszik, az azt mutatja, hogy a beállított radiál az adó felé vezet. Az FR jelzés az angol 'from', azaz felől rövidítése, és a megjelenése azt mutatja, hogy a radiálon haladva az adótól távolodunk.
Hangsúlyozandó, hogy a műszerről nem tudjuk meg, hogy a gép a valóságban milyen irányba repül, csak annyit, hogy az adóhoz képest éppen hol van. A repülési irányt az iránytű vagy a pörgettyűs irányjelző mutatja. Ezért ha az irányunk nem a feltételezett, akkor a műszer jelzése félrevezető lehet. Ha egy adott helyen a gépünkkel pörögni kezdenénk, a műszer mutatójának helye nem változna.
Minden radiálhoz tartozik egy ellenradiál, amely a radiál meghosszabbítása az adó ellenkező oldalán. Segítheti a kapott jelzés értékelését, ha a következő alapszabályból indulunk ki: TO jelzés esetén az ellenradiál közelében vagyunk, FR jelzés esetén a radiál közelében.
A műszer tűje a beállított radiálnak, illetve ellenradiáljának hozzánk viszonyított vízszintes helyzetét mutatja. Ha az aktuális TO/FR jelzés szerint haladunk, akkor mindig a tű irányába korrigálva érjük el a radiál-ellenradiál vonalát.

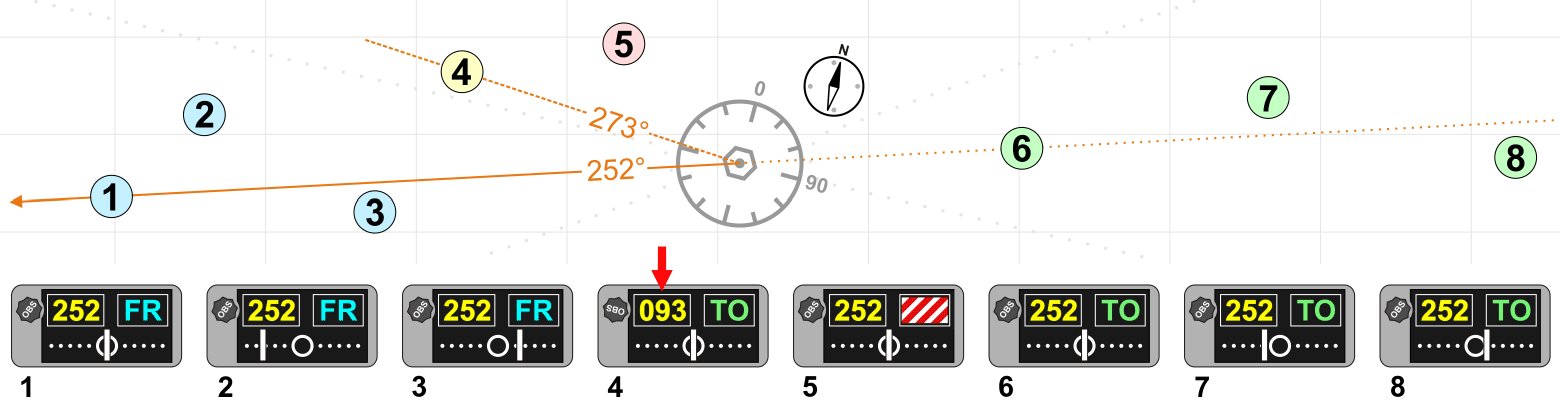
A CDI jelzésének helyes értelmezése gyakorlást kíván

Ha a radiáltól oldalirányban jelentősen eltávolodunk, az 5. képen látható jel, egy ún. "zászló" lesz látható valahol, ami minden műszeren valami kikapcsolt állapotra hívja fel a figyelmet, itt arra, hogy a radiál a kijelzési tartományon kívül van. Ha a gombot forgatni kezdjük, ez a tartomány is elfordul, a zászló TO vagy FR jelzésre vált.
A CDI műszer alkalmas arra is, hogy megmérjük a saját helyzetünket az adóhoz viszonyítva (4). Az OBS gombot forgatva meg kell találnunk azt a helyzetet, amikor a mutató középre kerül, és TO jelzést látunk, ekkor az adó irányszöge közvetlenül leolvasható, erre az irányra fordulva az adó felé repülünk. Ez azért hasznos, mert a rádiónavigációs útvonalak többnyire VOR adók között vezető útszakaszokból tevődnek össze.

### HSI
A Horizontal Situation Indicator (vízszinteshelyzet-jelző) műszer egyesíti magában a pörgettyűs irányjelző, a VOR-CDI és az ILS-kijelző funkcióit, és vezérelheti a robotpilótát is.
A [2] fokskála a giroszkóphoz kapcsolódva forog, és jelzi a gép mágneses irányszögét az [1] mutatónál, jelenleg a 186°-os irányt látjuk. A [4] gombbal lehet a [3] jelzőt a fokskála valamelyik pontjára állítani, amely ezután a forgó skálával együtt fog mozogni. A pilóta arra használhatja, hogy emlékeztetőül megjelöli magának az éppen követendő irányszöget, ez könnyíti a forduló pontos befejezését és feltűnőbbé teszi a kis eltérést. Emellett az FCU részére is megadja az irányszöget. Ezt a gombot kihúzva maga a giroszkóp állítható, így lehet a mágneses iránytűhöz igazítani. Ha a giroszkóp nem működik, akkor jelenik meg az [5] jelzés (HDG, heading), mutatva, hogy az irányszög látható adata érvénytelen.
A VOR radiálját a [6] mutatóval lehet kijelölni, a [7] (máskor OBS jelzésű) gombbal, ez az ábrán 213°. Könnyítésül a mutató a skála szemközti oldalán jelzi az ellenradiál beállított értékét is (033°). A [8] mutató (CDI) a mögötte levő skálán jelzi a radiáltól való oldaleltérést, ehhez figyelembe kell venni a [9] TO/FR jelzőt is, amely most TO állapotban van, a radiálválasztó nyíllal egy irányba mutat. A jelzés alapján a gép kb. 3,5 fokkal jobbra van a 213-as radiáltól, vagy balra a 033-astól (lásd VOR). A [10] (NAV) jelzés akkor tűnik fel, amikor a beállított VOR adó jele nem fogható, vagy amikor a gép a kijelzési szögtartományon kívülre kerül.
Ha a NAV vevőkészülék egy ILS adó frekvenciájára van hangolva, akkor a [8] mutató a localizer szerinti oldaleltérést jelzi, és a [6] radiálbeállító nyíl helyzete nem számít. Ilyenkor megjelennek a [11] mutatók, amelyek a függőleges skálán a kijelölt siklópálya helyzetét jelzik a géphez viszonyítva. Az ábrán látható helyzetben a gép kb. 0,3°-kal a siklópálya alatt van. A robotpilóták egy része a siklópálya követésére is képes.

### DME

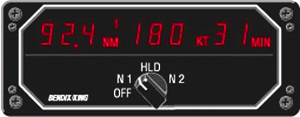
A DME adó távolsága 92,4 mérföld, a sugárirányú sebesség 180 csomó, az időtávolság 31 perc

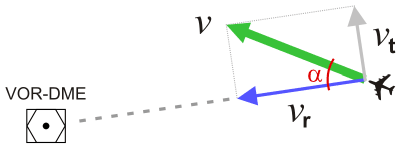
A DME csak a sebességvektor radiális összetevőjét (v_{r}) tudja mérni

A Distance Measuring Equipment, azaz távolságmérő berendezés egy olyan műszeregyüttes, amelyet a VOR rendszerhez szoktak kiegészítésül felszerelni. A célja a jeladótól való távolság folyamatos mérése és kijelzése. A DME adóját a VOR adó közepére vagy közvetlen közelébe helyezik el, és az a VOR frekvenciájához társuló kísérőfrekvencián sugároz. Egy kombinált VOR-DME adó révén már ismerhetjük az ahhoz viszonyított szögünket és távolságunkat is, így pedig már egyetlen adóállomás is elegendő a helyzetünk pontos meghatározásához.
A gép fedélzetén levő vevő- és kijelzőegység a NAV vevőnek a VOR frekvenciájára hangolásával lép üzembe. Egy korszerű műszer nem csak a távolságot állapítja meg, hanem a Doppler-jelenség segítségével a sebességünknek a sugárirányú, vagyis az adó felé mutató vektorösszetevőjét is. A műszer a két adat alapján kiszámítja az adótól való távolságunkat repülési időben is.
A DME-készülék által megadott sebesség csak akkor egyezik a tényleges sebességünkkel, ha pontosan az adó felé repülünk. De ha ismerjük az adó és a haladási irányunk közötti szöget, akkor a mért értékből megkaphatjuk a valódi v sebességünket, ugyanis {\displaystyle v=v_{r}/\cos \alpha }.
A szabványeljárások egy része VOR/DME típusú, vagyis a térképen egyes fixeket egy VOR adó radiáljával és az adótól mért távolsággal definiálnak. Főleg a megközelítéskor, a leszállóegyenesen határozzák meg például a lépcsőzetes süllyedés szakaszait vagy a jelentőpontokat a DME-vel mérhető távolságok alapján.

### NDB, ADF, rádióiránytű
A Non-directional Beacon, vagyis irányítatlan jeladó egy jóval egyszerűbb rádiónavigációs eszköz, mint a VOR. Az NDB egy adott frekvencián folyamatosan egy minden irányból vehető jelet sugároz, és a navigációt azzal segíti, hogy a hozzá tartozó ADF műszer (Automatic Direction Finder, automatikus iránykereső) megmutatja az adó hozzánk viszonyított irányát. A néhány fok pontosság a közelítő helymeghatározáshoz elegendő, de az NDB adó leggyakoribb feladata, hogy a rajta átvezető útvonal követéséhez pontosan felé repülünk, ezt homingnak (kb. hazatalálás) is hívják. Ahogy közeledünk, egyre erősebb mértékben jelenik meg a gép oldaleltérése az irányszög változásában, kezdő pilóták hajlamosak ezt egyre erősebb elfordulással korrigálni, egy jellegzetes, szűkülő ívet követve az adó felé, mivel a távolságát nem jelzi semmilyen adat. A rutinosabbak az irányszög elmozdulásából érzik, hogy van-e szükség iránypontosításra.

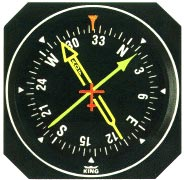
Két mutatós rádióiránytű

A legegyszerűbb ADF műszeren a haladási irányunk van legfelül, "12 óra" irányában, ezt jelölik 0 fokkal, és ehhez képest jelzi egy mutató az adó irányát. Van olyan műszer, amelyen a skála elforgatható, beállítható a haladásunk irányszögére, így a kapott adat a térképen már közvetlenül felhasználható. A rádióiránytű (Radio Magnetic Indicator, RMI) ennél annyival több, hogy a mozgó skála a pörgettyűs irányjelzőhöz hasonlóan már automatikusan jelzi a gép orrirányszögét, ezen a gomb csak a mágneses iránytűhöz való időnkénti igazításra szolgál. Van rádióiránytű, amelyen egyszerre két tű is van, és mindkettőhöz megválasztható, hogy melyik NDB vagy VOR adók irányszögét mutassák. A képen a repülőgép iránya 324°, ettől 33°-kal balra, 291°-on van az elsődlegesként beállított adó, 012°-on a másodlagos adó. Ha az első adó felé akarunk repülni, egyszerűen balra fordulunk addig, hogy a kétvonalas mutató felfelé álljon.
Az NDB adók hosszú- és középhullámon sugároznak, 190 és 1750 kHz között, ezért a VOR adóktól eltérően a jelek képesek a föld görbületét is követni, így a hatótávolságuk nagyobb, és változatos terepen megbízhatóbban működnek. Ez és a jóval egyszerűbb, olcsóbb szerkezetük teszi ma is hasznossá ezt a technikát. Gyakran az ILS rendszer markereinek valamelyikéhez is építenek egy lokátor funkciójú kisebb NDB adót. Miután a NAV-hoz hasonló vevőkészülékünket az NDB frekvenciájára hangoljuk, folyamatosan hallható az adó betűjelzése lassú morzejelekkel, ami a térképeken is fel van tüntetve. A vevő beállítása után fontos ezt meg is hallgatni, hogy elkerülhető legyen a más, nagy távolságokból is vehető jelek forrásaival való összetévesztés.
Egy NDB adó tulajdonképpen nem sokban különbözik egy közönséges középhullámú műsorszóró rádióadótól, amelyek szintén vehetők az ADF vevőkészülékével. Volt olyan eset, hogy egy ismert helyzetű műsorszóró rádióadó segítségével navigált egy kényszerhelyzetbe került pilóta.

### RNAV
Az Area Navigation (RNAV), azaz "területi navigáció" egy újfajta műszeres navigációs technika, amely a régóta használt, a VOR és NDB rádiójeladók között kijelölt útszakaszok követésére alapuló metódust látszik lassan felváltani. A régi módszerhez a földön telepített és üzemeltetett, viszonylag sűrűn elhelyezett adókra van szükség, amelyek mindemellett az egyszerűségük és megbízhatóságuk miatt még most sem nevezhetők elavultnak. Az RNAV technika viszont elsősorban a GPS rendszer műholdas jeleit használja helyzetmeghatározásra, ami az óceánok fölötti légtérben is ugyanolyan jól működik.
Bárhogy is történjen a gép helyzetének meghatározása, az RNAV rendszerben a navigációs pontok már nincsenek semmi mással definiálva, mint a nevükkel és a földrajzi koordinátáikkal. Ez utóbbiak a térképeken régebben meg is voltak adva, ma már ezzel szemben a fedélzeti navigációs számítógép az RNAV fixeket a nevük alapján azonosítja, a koordinátákat az adatbázisából párosítja hozzá, és arra támaszkodva jeleníti meg a pilóta részére a követendő irányt. A fixek megtervezésekor, kijelölésekor így már nem kell tekintettel lenni a meglevő rádiójeladók lehetőségeire, hanem csak a lebonyolítandó forgalom terhelésének szempontjai számítanak, az RNAV-fixek esetleges áthelyezése is csak egy nemzetközi adatbázisban történő módosítást kíván.
A navigációs térképek ma a VOR-NDB és az RNAV módszerhez is megadják az adatokat, és külön megközelítési és kirepülési eljárástérképek készülnek hozzájuk. Ezen a nagy térképen látható a különbség a fekete és a kék útvonalak között. A fekete utak fixei és jelentőpontjai VOR adók radiáljaival, távolságokkal, NDB irányszögekkel vannak kitűzve, az RNAV kék útvonalai a kék, csillag alakú fixekre épülnek, amelyeknek csak a neve látható.
Az utóbbi technika kényelmesebb, a Ferihegyi reptér körzetében 2007-ben számos RNAV fixet hoztak létre új adók telepítése nélkül, és az irányítószolgálat szükség szerint vezetheti a gépeket bármelyikhez, elosztva a forgalmi terhelést. A pilótáknak is könnyebb a dolga, mert az útvonal a számítógépbe vihető a fixek nevének felsorolásával, a végigrepüléséhez szükséges irányadatokat a számítógép folyamatosan jelezni fogja. A módszer egy újabb lépés az automatikus irányítású légiforgalom felé, amelyre a még mindig növekedő zsúfoltság kényszerít.

### ILS
Az Instrument Landing System (műszeres leszállítórendszer) egy precíziós megközelítést lehetővé tevő rádiónavigációs eszközegyüttes. A használatára a besiklás során kerül sor, ha az adott futópálya (és a repülőgép is) fel van szerelve a hozzá szükséges technikával. A feladata a repülőgép számára kijelölni az ideális siklópálya vonalát, és jelezni az ettől való vízszintes és függőleges eltérés mértékét.
A rendszer aktív része két irányított rádiójeladóból áll. A futópálya hossztengelyét kijelölő adó a localizer, a siklópálya lejtős síkját mutató adó a siklópálya-jeladó. A siklópálya kijelölt szöge általában 3 fok.
Megjegyzés: a futópálya tengelyének irányában lakók sokszor panaszkodnak a gépek zajára, és azt kívánják, hogy a gépek ne szálljanak el felettük olyan alacsonyan. A gépek magassága ebből a 3 fokos szögből egyértelműen következik, például a pályaküszöbtől 5 kilométer távolságra a gépnek nagyjából 262 méter magasságban kell lennie. Ha ennél magasabban lenne, akkor a földetérés szöge lenne nagyobb, ami jó esetben "durva" leszálláshoz, rosszabb esetben a futómű sérüléséhez vagy akár géptöréshez vezetne, mivel a gépek tervezői a 3 fokos szögből következő függőleges sebességhez tervezik a terhelhetőséget.

"Korrigálj balra és kicsit feljebb"

A repülőgépen levő egyik NAV vevőegységet az ILS (vagy a localizer) megadott frekvenciájára kell beállítani. A függőleges tű a localizer által kijelölt egyenestől való vízszintes eltérés szögét mutatja, a másik tű a siklópályától való függőleges eltérést jelzi. A besikláskor úgy kell kormányozni, hogy a két mutató a műszer közepén keresztezze egymást, vagyis mindig a mutatók felé kell korrigálni. A megközelítéskor vízszintesen haladva érjük el alulról a siklópályát, ekkor a vízszintes tű felülről középre ereszkedik, ezután enyhe (19-es siklószámú) süllyedéssel követhető a siklópálya egyenese. A műszerek az eltérést különféle módokon ábrázolják, például mutatók helyett oldalt mozgó nyilakkal (lásd HSI), de az alapelv mindnél ugyanaz.
Az utolsó néhány száz méteren az ILS jelzése már pontatlanná kezd válni, a pilótának végül látvarepülésben kell a gépet letennie. Az ehhez tartozó elhatározási magasság a rendszer pontosságához van megszabva. Amelyik reptéren IIIc kategóriájú ILS működik, ott a jelzés egészen a kerékletételig pontos, és a leszállás minimális látástávolsággal is végrehajtható.
A kerékletételtől való távolságot DME műszer mutatja, de a pálya vonalába két, esetleg három speciális jeladót, ún. marker adókat is telepítenek, amelyek szűk nyalábban felfelé sugároznak. A nyalábon áthaladást kis villogó lámpa és sípolás jelzi, a pilóta innen is értesül a pályaküszöb távolságáról.

### PAR
A Precision Approach Radar, vagyis precíziós megközelítési radar, más néven bevezetőradar hasonlít az ILS-re annyiban, hogy szintén a besiklási pálya megtartásában segíti a pilótát. Azonban ez nem egy fedélzeten levő műszerrel, önállóan történik, hanem egy radarkezelő a repülőtéri irányítótoronyban figyeli a gép eltérését a pályától, és rádión jelenti a pilótának a szükséges korrekció irányát. Az irányító radarképernyőn látja felülnézetben és oldalnézetben is a kijelölt siklópálya egyenesét és a gép ahhoz viszonyított helyzetét.
A futópálya elejénél két, szűk sávban pásztázó radar van elhelyezve – egyik a leszállóegyenest, másik a siklópályát figyeli –, ezek sokszor mobil, teherautóval mozgatható (vagy arra szerelt) berendezések, és szükség szerint állítják üzembe ezeket a megfelelő futópályánál. Főleg a katonai repülésben használják, a polgári repülésben csak olyankor, amikor az érkező gépen valamiért nem működnek a fedélzeti műszeres navigációs eszközök, vagy valami kényszerhelyzet miatt a pilóták segítséget igényelnek a leszálláshoz. Akkor is szükség lehet a PAR támogatásra, ha az időjárás, a rossz látási viszonyok nem engednék a leszállást, de a gépnek nincs lehetősége kitérő reptérre menni. A PAR hátránya az, hogy külön irányítót igényel, aki csak egyetlen géppel tud foglalkozni, ezzel szemben az önálló navigációs eszközök (VOR, ILS, GPS) kapacitása korlátlan.

## Légiforgalmi irányítás
A levegőben levő járművekre vonatkozó első számú szabály az elkülönítés, eszerint bizonyos távolságnál jobban nem közelíthetik meg egymást, az ütközés elkerülése érdekében. Az elkülönítés függőlegesen 1000 láb (300 méter), tehát ha két gép útja keresztezi egymást, akkor az útvonalak közötti magasságeltérésnek ez a legkisebb megengedett mértéke. Ez megkívánja azt is, hogy a gépek a magasságot pontosan tartsák, száz láb (csak 30 méter) eltérés esetén az irányító már utasít a késedelem nélküli helyesbítésre.
A vízszintes elkülönítés távolsága már a helyzettől és a gépek méretétől is függ, például egy nagyobb gép nyomában erősebb, hosszabb ideig fennmaradó turbulencia keletkezik, így mögötte nagyobb távolságot kell tartani.
A pilóta VFR repülés alatt felelős a saját környezetében levő többi géptől való elkülönítés fenntartásáért, de az IFR repüléseken a pilóta ködben, felhőben, sötétben is repülhet, így az elkülönítéshez segítségre szorul. Ezt a segítséget nyújtja az irányítószolgálat (ATC), amely radaron követi a gépek helyét és magasságát, és utasításokat ad az irány vagy magasság megváltoztatására, ismerve a kialakuló helyzetet és a gépek tervezett útvonalát is. Magyarország teljes légterében a HungaroControl nyújtja az irányító szolgáltatást.
A légtér kisebb egységekre, körzetekre és szektorokra van felosztva, részben funkció szerint, részben pedig az egy irányítóra jutó terhelést elosztva. A gépeket a körzetek és részlegek egymásnak adják át, ilyenkor a pilóta kapcsolja át a rádióját a következő irányító frekvenciájára. A légtér felügyeletét általánosságban az útvonalirányítók vagy távolkörzeti irányítók (ACC) végzik. Működésük Magyarországon az FL660 (20 km) magasságtól a tengerszint feletti 9500 láb magasságig terjed, ezt „ellenőrzött légtér”-nek hívják. Az irányítók a gépeket a radarképernyőiken látják, amelyekre a számítógép számos egyéb információt is kiír a körzetben levő vagy az oda rövidesen belépő gépekről, azonosítójelet, magasságot, úticélt.

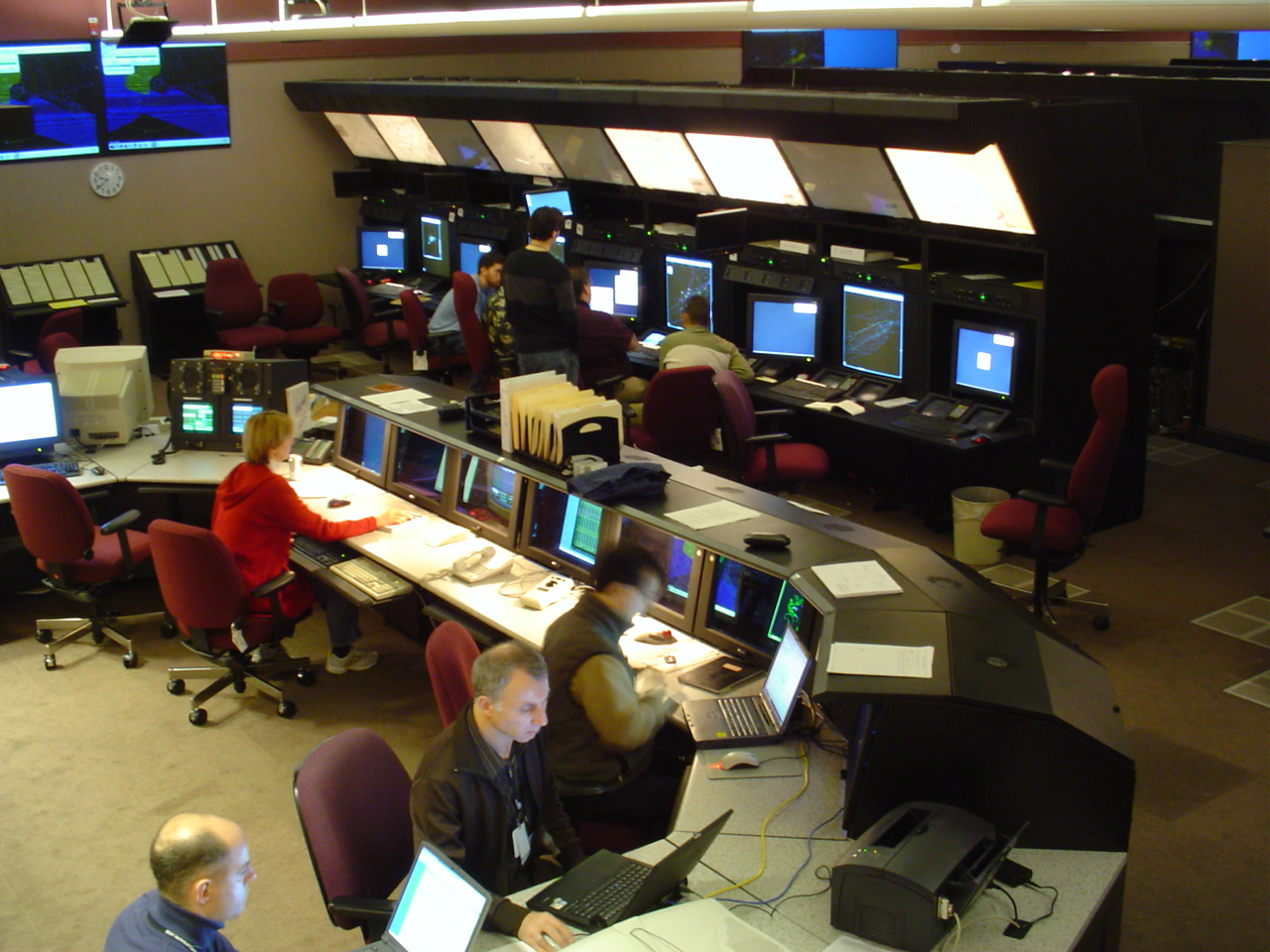
Az útvonalirányítás munkaterme Anchorage (USA) körzetében

A nagyobb repülőterek körül egy-egy közelkörzet (APP) van kijelölve, amelyre külön irányító részleg felügyel. Ezen belül a leszálláshoz készülő és a felszálló, útvonalra álló gépeken kívül a kisebb magasságon áthaladó kisebb gépek elkülönítése és irányba állítása a feladat. A közelkörzeti irányítók az útvonalirányítókkal közös teremben dolgoznak, és mivel minden gépet radaron figyelnek, nincs akadálya, hogy például a debreceni közelkörzet ellenőrzése is a HungaroControl budapesti épületében történjen. A budapesti közelkörzet légterének felső határa FL195, és mivel a szélessége 100–150 km, a területére esnek a ferihegyi reptéren kívül például a tököli, farkashegyi, gödöllői repterek is.
A repterek közvetlen körzetét – és csak azt –, valamint a futópályán mozgó járműveket a reptér irányítótornya (TWR) követi figyelemmel. A leszálló gépeket átveszi, a felszállóakat pedig átadja a közelkörzeti irányításnak, és felügyel a forgalmi körön haladó gépekre, a torony ezeket már szabad szemmel is látja. A zsúfolt forgalmú reptereken a futópályán kívüli területet, a gurulóutakat, állóhelyeket és előteret külön földi irányító vagy gurulóirányító (GND) ellenőrzi.
Egy gép irányítása úgy történik, hogy megadják azt a fixet, amelyet a szintén megadott magasságon haladva kell elérni. Közelkörzetben előírható egy szabványeljárás követése is. Amikor az elkülönítés fenntartása érdekében az szükséges, az irányító a gépet közvetlenül bizonyos irányba történő repülésre utasítja. "Air France 181, forduljon balra 210 fok irányába és ereszkedjen FL320 magasságra." Ez utóbbi a vektorálás (a matematika vektor fogalmát alkalmazva). Ha egy pilóta kéri, például mert a navigációs műszereivel baj van, akkor az irányító folyamatos vektorálást adhat neki, vagyis mindig a megfelelő időben megadja neki az új irányt és magasságot, de ilyesmire ritkán van szükség.
Az irányítók és a pilóták közötti kommunikáció formailag rögzített nyelvezeten, szabványos kifejezések használatával zajlik. Ennek célja az, hogy elkerülhető legyen az utasítások és információk félreértése. Az erre vonatkozó előírásokat és szókészletet tartalmazó szabályzat köznapi neve fónia. A nemzetközi forgalomban dolgozó pilóták számára világszerte egységesen kötelező az angol nyelvű fónia használata még akkor is, ha a két beszélő közös anyanyelvű, azért, hogy a többi pilóta is érthesse az információkat, és követhesse a forgalom alakulását. A fónia használatának gördülékenységét vizsgákon ellenőrzik.